# Serie C 2024-2025 (pallacanestro maschile)
La Serie C 2024-2025 è stata la 2ª edizione del torneo di Serie C nato a seguito della riforma dei campionati di pallacanestro italiani. La competizione è iniziata il 6 ottobre del 2024 e si è conclusa l'8 giugno del 2025.

## Stagione
Sono state ammesse dalla Serie B Interregionale (pallacanestro maschile) le seguenti formazioni: Amatori Savigliano, Campus Piemonte, Virtus Murano 1954, San Nilo Sport Grottaferrata, New Fortitudo Isernia, CUS Catania e la Fortitudo Messina.

## Formula
Seguendo il modello della Serie B Interregionale il campionato sarà suddiviso in 4 Conference:
- Conference Nord-Ovest
- Conference Nord-Est
- Conference Centro
- Conference Sud

Ogni Conference conta al suo interno 4 Division da 14 squadre ad eccezione dei gironi E, N ed O composti da 13 formazioni. La prima fase detta di qualificazione vedrà ogni squadra disputare gare di andata e ritorno all’interno della propria Division, totale 26 partite.

Le squadre classificate al 14º posto di ogni Division retrocedono direttamente in Divisione Regionale 1. Le formazioni classificate tra 10° e il 13° disputano i play-out articolati in due turni. Le squadre sconfitte al primo turno si incontreranno in una seconda fase, dove chi perderà retrocederà nella lega inferiore. Nel caso dei 3 gironi a 13 squadre la tredicesima formazione non retrocederà direttamente ma verrà inserita nel play-out.

Le prime 8 classificate al termine del girone di ritorno accedono al tabellone play-off della propria Division dove si andrà a giocare al meglio delle tre partite. La prima e l’eventuale terza gara si disputano in casa della miglior classificata della prima fase. La vincitrice del proprio tabellone play-off è ammessa alla Fase Finale di Conference.

Le quattro formazioni qualificate disputeranno le semifinali in base al sorteggio che effettuerà il Settore Agonistico della FIP. Le due squadre vincenti verranno promosse in Serie B Interregionale. Le due sconfitte disputeranno uno spareggio su campo neutro dove la vincitrice occuperà l'ultimo slot per le promozioni.

### Formula (Sardegna)
Dato il numero ridotto delle formazioni della Division H la FIP ha deliberato una speciale formula per questo girone. 

La prima fase o di qualificazione vedrà ogni squadra disputare gare di andata e ritorno all’interno della propria Division, totale 20 partite. Il play-out vedrà affrontarsi le formazioni classificate al 10º e al 11º posto della Division al meglio delle tre partite dove la sconfitta retrocede in Divisione Regionale 1. I play-off saranno organizzati con la stessa formula prevista per ogni Conference.

## Conference Nord-Ovest

### Division A
Organizzata dal Comitato regionale FIP del Piemonte

#### Fase di qualificazione
Classifica
|  | Pos. | Squadra                   | PT | G  | V  | P  | PF   | PS   | Dif  |
|  | ---- | ------------------------- | -- | -- | -- | -- | ---- | ---- | ---- |
|  | 1.   | Amatori basket Savigliano | 48 | 26 | 24 | 2  | 2145 | 1750 | 395  |
|  | 2.   | CUS Torino                | 46 | 26 | 23 | 3  | 2194 | 1706 | 488  |
|  | 3.   | Campus Piemonte           | 42 | 26 | 21 | 5  | 2118 | 1958 | 160  |
|  | 4.   | CUS Genova                | 36 | 26 | 18 | 8  | 1785 | 1703 | 82   |
|  | 5.   | Livorno Basket            | 30 | 26 | 15 | 11 | 1900 | 1844 | 56   |
|  | 6.   | Basket team 71 Bra        | 26 | 26 | 13 | 13 | 1810 | 1746 | 64   |
|  | 7.   | 5 pari Torino             | 26 | 26 | 13 | 13 | 1855 | 1789 | 66   |
|  | 8.   | U.S. Gino Landini Lerici  | 20 | 26 | 10 | 16 | 1737 | 1794 | -57  |
|  | 9.   | Pallacanestro Don Bosco   | 20 | 26 | 10 | 16 | 1817 | 1815 | 2    |
|  | 10.  | Area pro 2020 Orbassano   | 18 | 26 | 9  | 17 | 1863 | 1913 | -50  |
|  | 11.  | Pallacanestro Vado Ligure | 14 | 26 | 7  | 19 | 1471 | 1793 | -322 |
|  | 12.  | MY Basket Genova          | 14 | 26 | 7  | 19 | 1807 | 2061 | -254 |
|  | 13.  | San Mauro basket          | 14 | 26 | 7  | 19 | 1627 | 1915 | -288 |
|  | 14.  | College Cuneo             | 10 | 26 | 5  | 21 | 1728 | 2070 | -342 |

Legenda:
      Partecipante ai Play-off.
Promossa dopo i Play-off.
      Partecipante ai Play-out.
Retrocessa in Divisione Regionale 1.
      Retrocessione diretta in Divisione Regionale 1
Regolamento:
Due punti a vittoria, zero a sconfitta. In caso di parità tra due squadre si considera la differenza canestri degli scontri diretti, in caso di scarto nullo si considera il coefficiente canestri (PF/PS).
Note:

#### Play-out
|  | Semifinali Playout | Semifinali Playout | Semifinali Playout | Semifinali Playout | Semifinali Playout | Semifinali Playout | Semifinali Playout |  |  | Secondo Turno Playout | Secondo Turno Playout | Secondo Turno Playout | Secondo Turno Playout | Secondo Turno Playout | Secondo Turno Playout | Secondo Turno Playout |  |
|  |                    |                    |                    |                    |                    |                    |                    |  |  |                       |                       |                       |                       |                       |                       |                       |  |
|  | 10                 | Area pro Orbassano | Area pro Orbassano | Area pro Orbassano | 63                 | 74                 | 76                 |  |  |                       |                       |                       |                       |                       |                       |                       |  |
|  | 13                 | San Mauro basket   | San Mauro basket   | San Mauro basket   | 52                 | 77                 | 72                 |  |  | 12                    | MY Basket Genova      | MY Basket Genova      | MY Basket Genova      | 71                    | 75                    | -                     |  |
|  | 11                 | Pall. Vado Ligure  | Pall. Vado Ligure  | Pall. Vado Ligure  | 61                 | 57                 | 66                 |  |  | 13                    | San Mauro basket      | San Mauro basket      | San Mauro basket      | 61                    | 65                    | -                     |  |
|  | 12                 | MY Basket Genova   | MY Basket Genova   | MY Basket Genova   | 53                 | 69                 | 65                 |  |  |                       |                       |                       |                       |                       |                       |                       |  |

#### Play-off
|  | Quarti di finale | Quarti di finale   | Quarti di finale   | Quarti di finale   | Quarti di finale | Quarti di finale | Quarti di finale |  |  | Semifinali | Semifinali         | Semifinali         | Semifinali         | Semifinali | Semifinali | Semifinali |    |    | Finale | Finale             | Finale             | Finale             | Finale | Finale | Finale |  |
|  |                  |                    |                    |                    |                  |                  |                  |  |  |            |                    |                    |                    |            |            |            |    |    |        |                    |                    |                    |        |        |        |  |
|  | 1                | Amatori Savigliano | Amatori Savigliano | Amatori Savigliano | 89               | 79               | 85               |  |  |            |                    |                    |                    |            |            |            |    |    |        |                    |                    |                    |        |        |        |  |
|  | 8                | G. Landini Lerici  | G. Landini Lerici  | G. Landini Lerici  | 10               | 82               | 71               |  |  | 1          | Amatori Savigliano | Amatori Savigliano | Amatori Savigliano | 63         | 60         | 79         |    |    |        |                    |                    |                    |        |        |        |  |
|  | 4                | CUS Genova         | CUS Genova         | CUS Genova         | 67               | 62               | -                |  |  | 5          | Livorno Basket     | Livorno Basket     | Livorno Basket     | 61         | 64         | 69         |    |    |        |                    |                    |                    |        |        |        |  |
|  | 5                | Livorno Basket     | Livorno Basket     | Livorno Basket     | 81               | 70               | -                |  |  |            |                    |                    |                    |            |            |            |    |    | 1      | Amatori Savigliano | Amatori Savigliano | Amatori Savigliano | 81     | 60     | 68     |  |
|  | 3                | Campus Piemonte    | Campus Piemonte    | Campus Piemonte    | 91               | 79               | -                |  |  |            |                    | 2                  | CUS Torino         | CUS Torino | CUS Torino | 70         | 65 | 64 |        |                    |                    |                    |        |        |        |  |
|  | 6                | Basket 71 Bra      | Basket 71 Bra      | Basket 71 Bra      | 64               | 68               | -                |  |  | 2          | CUS Torino         | CUS Torino         | CUS Torino         | 74         | 67         | -          |    |    |        |                    |                    |                    |        |        |        |  |
|  | 2                | CUS Torino         | CUS Torino         | CUS Torino         | 66               | 69               | -                |  |  | 3          | Campus Piemonte    | Campus Piemonte    | Campus Piemonte    | 63         | 66         | -          |    |    |        |                    |                    |                    |        |        |        |  |
|  | 7                | 5 pari Torino      | 5 pari Torino      | 5 pari Torino      | 59               | 61               | -                |  |  |            |                    |                    |                    |            |            |            |    |    |        |                    |                    |                    |        |        |        |  |

### Division B
Organizzata dal Comitato regionale FIP della Toscana

#### Fase di qualificazione
Classifica
|  | Pos. | Squadra                            | PT | G  | V  | P  | PF   | PS   | Dif  |
|  | ---- | ---------------------------------- | -- | -- | -- | -- | ---- | ---- | ---- |
|  | 1.   | Fides Pallacanestro Montevarchi    | 50 | 26 | 25 | 1  | 2105 | 1779 | 326  |
|  | 2.   | Pallacanestro Prato Dragons        | 36 | 26 | 18 | 8  | 1964 | 1859 | 105  |
|  | 3.   | Polisportiva Sancat Firenze        | 34 | 26 | 17 | 9  | 1938 | 1852 | 86   |
|  | 4.   | Pallacanestro Agliana 2000 Pistoia | 32 | 26 | 16 | 10 | 1936 | 1945 | -9   |
|  | 5.   | Union Basket Prato                 | 30 | 26 | 15 | 11 | 1934 | 1890 | 44   |
|  | 6.   | Valdisieve Pelago Firenze          | 28 | 26 | 14 | 12 | 2014 | 1959 | 55   |
|  | 7.   | U.S. Pino Basket Firenze           | 28 | 26 | 14 | 12 | 1868 | 1822 | 46   |
|  | 8.   | Basket San Vincenzo                | 24 | 26 | 12 | 14 | 1837 | 1847 | -10  |
|  | 9.   | Bottegone Basket 2001 Pistoia      | 22 | 26 | 11 | 15 | 1809 | 1853 | -44  |
|  | 10.  | Pallacanestro San Sepolcro Arezzo  | 20 | 26 | 10 | 16 | 1889 | 1990 | -101 |
|  | 11.  | Folgore Fucecchio                  | 20 | 26 | 10 | 16 | 1677 | 1772 | -95  |
|  | 12.  | Juve Pontedera                     | 18 | 26 | 9  | 17 | 1762 | 1805 | -43  |
|  | 13.  | CUS Firenze                        | 12 | 26 | 6  | 20 | 1723 | 1915 | -192 |
|  | 14.  | CUS Pisa                           | 10 | 26 | 5  | 21 | 1749 | 1917 | -168 |

Legenda:
      Partecipante ai Play-off.
Promossa dopo i Play-off.
      Partecipante ai Play-out.
Retrocessa in Divisione Regionale 1.
      Retrocessione diretta in Divisione Regionale 1
Regolamento:
Due punti a vittoria, zero a sconfitta. In caso di parità tra due squadre si considera la differenza canestri degli scontri diretti, in caso di scarto nullo si considera il coefficiente canestri (PF/PS).
Note:

#### Play-out
|  | Semifinali Playout | Semifinali Playout        | Semifinali Playout        | Semifinali Playout        | Semifinali Playout | Semifinali Playout | Semifinali Playout |  |  | Secondo Turno Playout | Secondo Turno Playout | Secondo Turno Playout | Secondo Turno Playout | Secondo Turno Playout | Secondo Turno Playout | Secondo Turno Playout |  |
|  |                    |                           |                           |                           |                    |                    |                    |  |  |                       |                       |                       |                       |                       |                       |                       |  |
|  | 10                 | Pall. San Sepolcro Arezzo | Pall. San Sepolcro Arezzo | Pall. San Sepolcro Arezzo | 80                 | 55                 | 74                 |  |  |                       |                       |                       |                       |                       |                       |                       |  |
|  | 13                 | CUS Firenze               | CUS Firenze               | CUS Firenze               | 65                 | 72                 | 50                 |  |  | 12                    | Juve Pontedera        | Juve Pontedera        | Juve Pontedera        | 78                    | 62                    | 71                    |  |
|  | 11                 | Folgore Fucecchio         | Folgore Fucecchio         | Folgore Fucecchio         | 77                 | 64                 | -                  |  |  | 13                    | CUS Firenze           | CUS Firenze           | CUS Firenze           | 70                    | 69                    | 76                    |  |
|  | 12                 | Juve Pontedera            | Juve Pontedera            | Juve Pontedera            | 62                 | 63                 | -                  |  |  |                       |                       |                       |                       |                       |                       |                       |  |

#### Play-off
|  | Quarti di finale | Quarti di finale            | Quarti di finale            | Quarti di finale            | Quarti di finale | Quarti di finale | Quarti di finale |  |  | Semifinali | Semifinali                  | Semifinali                  | Semifinali                  | Semifinali         | Semifinali         | Semifinali |    |   | Finale | Finale              | Finale              | Finale              | Finale | Finale | Finale |  |
|  |                  |                             |                             |                             |                  |                  |                  |  |  |            |                             |                             |                             |                    |                    |            |    |   |        |                     |                     |                     |        |        |        |  |
|  | 1                | Fides Pall. Montevarchi     | Fides Pall. Montevarchi     | Fides Pall. Montevarchi     | 95               | 61               | 66               |  |  |            |                             |                             |                             |                    |                    |            |    |   |        |                     |                     |                     |        |        |        |  |
|  | 8                | Basket S. Vincenzo          | Basket S. Vincenzo          | Basket S. Vincenzo          | 89               | 68               | 67               |  |  | 4          | Pall. Agliana 2000 Pistoia  | Pall. Agliana 2000 Pistoia  | Pall. Agliana 2000 Pistoia  | 77                 | 73                 | 69         |    |   |        |                     |                     |                     |        |        |        |  |
|  | 4                | Pall. Agliana 2000 Pistoia  | Pall. Agliana 2000 Pistoia  | Pall. Agliana 2000 Pistoia  | 87               | 85               | -                |  |  | 8          | Basket S. Vincenzo          | Basket S. Vincenzo          | Basket S. Vincenzo          | 88                 | 68                 | 81         |    |   |        |                     |                     |                     |        |        |        |  |
|  | 5                | Union Basket Prato          | Union Basket Prato          | Union Basket Prato          | 69               | 69               | -                |  |  |            |                             |                             |                             |                    |                    |            |    |   | 2      | Pall. Prato Dragons | Pall. Prato Dragons | Pall. Prato Dragons | 70     | 71     | -      |  |
|  | 3                | Polisportiva Sancat Firenze | Polisportiva Sancat Firenze | Polisportiva Sancat Firenze | 82               | 77               | 76               |  |  |            |                             | 8                           | Basket S. Vincenzo          | Basket S. Vincenzo | Basket S. Vincenzo | 78         | 85 | - |        |                     |                     |                     |        |        |        |  |
|  | 6                | Valdisieve Pelago Firenze   | Valdisieve Pelago Firenze   | Valdisieve Pelago Firenze   | 75               | 78               | 62               |  |  | 2          | Pall. Prato Dragons         | Pall. Prato Dragons         | Pall. Prato Dragons         | 85                 | 82                 | -          |    |   |        |                     |                     |                     |        |        |        |  |
|  | 2                | Pall. Prato Dragons         | Pall. Prato Dragons         | Pall. Prato Dragons         | 74               | 58               | 67               |  |  | 3          | Polisportiva Sancat Firenze | Polisportiva Sancat Firenze | Polisportiva Sancat Firenze | 72                 | 74                 | -          |    |   |        |                     |                     |                     |        |        |        |  |
|  | 7                | U.S. Pino Basket Firenze    | U.S. Pino Basket Firenze    | U.S. Pino Basket Firenze    | 77               | 57               | 38               |  |  |            |                             |                             |                             |                    |                    |            |    |   |        |                     |                     |                     |        |        |        |  |

### Division C
Organizzata dal Comitato regionale FIP della Lombardia

#### Fase di qualificazione
Classifica
|  | Pos. | Squadra                     | PT | G  | V  | P  | PF   | PS   | Dif  |
|  | ---- | --------------------------- | -- | -- | -- | -- | ---- | ---- | ---- |
|  | 1.   | Marnatese Basket            | 46 | 26 | 23 | 3  | 2087 | 1648 | 439  |
|  | 2.   | Varese Academy              | 44 | 26 | 22 | 4  | 2129 | 1702 | 427  |
|  | 3.   | Basket Sanmaurense Pavia    | 42 | 26 | 21 | 5  | 1920 | 1627 | 293  |
|  | 4.   | Basket Legnano 91           | 36 | 26 | 18 | 8  | 1905 | 1759 | 146  |
|  | 5.   | Pallacanestro Ciriè         | 30 | 26 | 15 | 11 | 1943 | 1848 | 95   |
|  | 6.   | Biella Next                 | 26 | 26 | 13 | 13 | 1915 | 1840 | 75   |
|  | 7.   | Aironi Pallacanestro Robbio | 26 | 26 | 13 | 13 | 1993 | 1944 | 49   |
|  | 8.   | G.S. Casoratese             | 24 | 26 | 12 | 14 | 1847 | 1895 | -48  |
|  | 9.   | Basket Venegono             | 24 | 26 | 12 | 14 | 2001 | 2006 | -5   |
|  | 10.  | Teens Basket Biella         | 22 | 26 | 11 | 15 | 1812 | 1852 | -40  |
|  | 11.  | Arona Basket                | 14 | 26 | 7  | 19 | 1813 | 2002 | -189 |
|  | 12.  | BEA Chieri                  | 14 | 26 | 7  | 19 | 1757 | 1925 | -168 |
|  | 13.  | Basket College Novara       | 12 | 26 | 6  | 20 | 1710 | 2024 | -314 |
|  | 14.  | Scuola Basket Asti          | 4  | 26 | 2  | 24 | 1433 | 2193 | -760 |

Legenda:
      Partecipante ai Play-off.
Promossa dopo i Play-off.
      Partecipante ai Play-out.
Retrocessa in Divisione Regionale 1.
      Retrocessione diretta in Divisione Regionale 1
Regolamento:
Due punti a vittoria, zero a sconfitta. In caso di parità tra due squadre si considera la differenza canestri degli scontri diretti, in caso di scarto nullo si considera il coefficiente canestri (PF/PS).
Note:

#### Play-out
|  | Semifinali Playout | Semifinali Playout    | Semifinali Playout    | Semifinali Playout    | Semifinali Playout | Semifinali Playout | Semifinali Playout |  |  | Secondo Turno Playout | Secondo Turno Playout | Secondo Turno Playout | Secondo Turno Playout | Secondo Turno Playout | Secondo Turno Playout | Secondo Turno Playout |  |
|  |                    |                       |                       |                       |                    |                    |                    |  |  |                       |                       |                       |                       |                       |                       |                       |  |
|  | 10                 | Teens Basket Biella   | Teens Basket Biella   | Teens Basket Biella   | 75                 | 74                 | -                  |  |  |                       |                       |                       |                       |                       |                       |                       |  |
|  | 13                 | Basket College Novara | Basket College Novara | Basket College Novara | 69                 | 52                 | -                  |  |  | 11                    | Arona Basket          | Arona Basket          | Arona Basket          | 91                    | 58                    | 66                    |  |
|  | 11                 | Arona Basket          | Arona Basket          | Arona Basket          | 60                 | 65                 | -                  |  |  | 13                    | Basket College Novara | Basket College Novara | Basket College Novara | 88                    | 68                    | 69                    |  |
|  | 12                 | BEA Chieri            | BEA Chieri            | BEA Chieri            | 68                 | 77                 | -                  |  |  |                       |                       |                       |                       |                       |                       |                       |  |

#### Play-off
|  | Quarti di finale | Quarti di finale        | Quarti di finale        | Quarti di finale        | Quarti di finale | Quarti di finale | Quarti di finale |  |  | Semifinali | Semifinali           | Semifinali           | Semifinali           | Semifinali           | Semifinali           | Semifinali |    |   | Finale | Finale           | Finale           | Finale           | Finale | Finale | Finale |  |
|  |                  |                         |                         |                         |                  |                  |                  |  |  |            |                      |                      |                      |                      |                      |            |    |   |        |                  |                  |                  |        |        |        |  |
|  | 1                | Marnatese Basket        | Marnatese Basket        | Marnatese Basket        | 70               | 75               | -                |  |  |            |                      |                      |                      |                      |                      |            |    |   |        |                  |                  |                  |        |        |        |  |
|  | 8                | G.S. Casoratese         | G.S. Casoratese         | G.S. Casoratese         | 52               | 54               | -                |  |  | 1          | Marnatese Basket     | Marnatese Basket     | Marnatese Basket     | 87                   | 94                   | -          |    |   |        |                  |                  |                  |        |        |        |  |
|  | 4                | Basket Legnano 91       | Basket Legnano 91       | Basket Legnano 91       | 50               | 72               | -                |  |  | 5          | Pallacanestro Ciriè  | Pallacanestro Ciriè  | Pallacanestro Ciriè  | 67                   | 69                   | -          |    |   |        |                  |                  |                  |        |        |        |  |
|  | 5                | Pallacanestro Ciriè     | Pallacanestro Ciriè     | Pallacanestro Ciriè     | 74               | 77               | -                |  |  |            |                      |                      |                      |                      |                      |            |    |   | 1      | Marnatese Basket | Marnatese Basket | Marnatese Basket | 78     | 88     | -      |  |
|  | 3                | Bk Sanmaurense Bk Pavia | Bk Sanmaurense Bk Pavia | Bk Sanmaurense Bk Pavia | 75               | 88               | -                |  |  |            |                      | 3                    | Bk Sanmaurense Pavia | Bk Sanmaurense Pavia | Bk Sanmaurense Pavia | 59         | 61 | - |        |                  |                  |                  |        |        |        |  |
|  | 6                | Biella Next             | Biella Next             | Biella Next             | 68               | 71               | -                |  |  | 2          | Varese Academy       | Varese Academy       | Varese Academy       | 79                   | 72                   | 77         |    |   |        |                  |                  |                  |        |        |        |  |
|  | 2                | Varese Academy          | Varese Academy          | Varese Academy          | 94               | 93               | 89               |  |  | 3          | Bk Sanmaurense Pavia | Bk Sanmaurense Pavia | Bk Sanmaurense Pavia | 53                   | 74                   | 79         |    |   |        |                  |                  |                  |        |        |        |  |
|  | 7                | Aironi Pall. Robbio     | Aironi Pall. Robbio     | Aironi Pall. Robbio     | 58               | 98               | 68               |  |  |            |                      |                      |                      |                      |                      |            |    |   |        |                  |                  |                  |        |        |        |  |

### Division D
Organizzata dal Comitato regionale FIP della Lombardia

#### Fase di qualificazione
Classifica
|  | Pos. | Squadra                        | PT | G  | V  | P  | PF   | PS   | Dif  |
|  | ---- | ------------------------------ | -- | -- | -- | -- | ---- | ---- | ---- |
|  | 1.   | Pallacanestro Cerro Maggiore   | 40 | 26 | 20 | 6  | 2084 | 1818 | 266  |
|  | 2.   | Virtus Pallacanestro Cermenate | 36 | 26 | 18 | 8  | 1898 | 1825 | 73   |
|  | 3.   | Bocconi Sport Team Milano      | 36 | 26 | 18 | 8  | 2000 | 1874 | 126  |
|  | 4.   | Pallacanestro Milano 1958      | 36 | 26 | 18 | 8  | 1937 | 1709 | 228  |
|  | 5.   | Milano Tre Basket Basiglio     | 34 | 26 | 17 | 9  | 1831 | 1781 | 50   |
|  | 6.   | Settimo Basket                 | 28 | 26 | 14 | 12 | 1946 | 1885 | 61   |
|  | 7.   | Polisportiva Fortitudo Busnago | 24 | 26 | 12 | 14 | 1776 | 1850 | -74  |
|  | 8.   | Pallacanestro Lissone          | 24 | 26 | 12 | 14 | 1845 | 1883 | -38  |
|  | 9.   | Opera Basket Club              | 22 | 26 | 11 | 15 | 1918 | 1946 | -28  |
|  | 10.  | Nuova Argentia Gorgonzola      | 22 | 26 | 11 | 15 | 1836 | 1928 | -92  |
|  | 11.  | Basket Seregno                 | 18 | 26 | 9  | 17 | 1754 | 1901 | -147 |
|  | 12.  | OSAL Novate                    | 16 | 26 | 8  | 18 | 1726 | 1891 | -165 |
|  | 13.  | Polisportiva Varedo            | 14 | 26 | 7  | 19 | 1793 | 1945 | -152 |
|  | 14.  | Robur Et Fides Somalia         | 14 | 26 | 7  | 19 | 1853 | 1961 | -108 |

Legenda:
      Partecipante ai Play-off.
Promossa dopo i Play-off.
      Partecipante ai Play-out.
Retrocessa in Divisione Regionale 1.
      Retrocessione diretta in Divisione Regionale 1
Regolamento:
Due punti a vittoria, zero a sconfitta. In caso di parità tra due squadre si considera la differenza canestri degli scontri diretti, in caso di scarto nullo si considera il coefficiente canestri (PF/PS).
Note:

#### Play-out
|  | Semifinali Playout | Semifinali Playout        | Semifinali Playout        | Semifinali Playout        | Semifinali Playout | Semifinali Playout | Semifinali Playout |  |  | Secondo Turno Playout | Secondo Turno Playout | Secondo Turno Playout | Secondo Turno Playout | Secondo Turno Playout | Secondo Turno Playout | Secondo Turno Playout |  |
|  |                    |                           |                           |                           |                    |                    |                    |  |  |                       |                       |                       |                       |                       |                       |                       |  |
|  | 10                 | Nuova Argentia Gorgonzola | Nuova Argentia Gorgonzola | Nuova Argentia Gorgonzola | 82                 | 90                 | -                  |  |  |                       |                       |                       |                       |                       |                       |                       |  |
|  | 13                 | Polisportiva Varedo       | Polisportiva Varedo       | Polisportiva Varedo       | 55                 | 77                 | -                  |  |  | 12                    | OSAL Novate           | OSAL Novate           | OSAL Novate           | 61                    | 76                    | 58                    |  |
|  | 11                 | Basket Seregno            | Basket Seregno            | Basket Seregno            | 69                 | 66                 | -                  |  |  | 13                    | Polisportiva Varedo   | Polisportiva Varedo   | Polisportiva Varedo   | 63                    | 61                    | 67                    |  |
|  | 12                 | OSAL Novate               | OSAL Novate               | OSAL Novate               | 66                 | 61                 | -                  |  |  |                       |                       |                       |                       |                       |                       |                       |  |

#### Play-off
|  | Quarti di finale | Quarti di finale           | Quarti di finale           | Quarti di finale           | Quarti di finale | Quarti di finale | Quarti di finale |  |  | Semifinali | Semifinali                | Semifinali                | Semifinali                | Semifinali                | Semifinali                | Semifinali |    |    | Finale | Finale               | Finale               | Finale               | Finale | Finale | Finale |  |
|  |                  |                            |                            |                            |                  |                  |                  |  |  |            |                           |                           |                           |                           |                           |            |    |    |        |                      |                      |                      |        |        |        |  |
|  | 1                | Pall. Cerro Maggiore       | Pall. Cerro Maggiore       | Pall. Cerro Maggiore       | 75               | 78               | -                |  |  |            |                           |                           |                           |                           |                           |            |    |    |        |                      |                      |                      |        |        |        |  |
|  | 8                | Pall. Lissone              | Pall. Lissone              | Pall. Lissone              | 61               | 60               | -                |  |  | 1          | Pall. Cerro Maggiore      | Pall. Cerro Maggiore      | Pall. Cerro Maggiore      | 83                        | 62                        | 73         |    |    |        |                      |                      |                      |        |        |        |  |
|  | 4                | Pallacanestro Milano 1958  | Pallacanestro Milano 1958  | Pallacanestro Milano 1958  | 79               | 64               | 84               |  |  | 4          | Pallacanestro Milano 1958 | Pallacanestro Milano 1958 | Pallacanestro Milano 1958 | 81                        | 88                        | 58         |    |    |        |                      |                      |                      |        |        |        |  |
|  | 5                | Milano Tre Basket Basiglio | Milano Tre Basket Basiglio | Milano Tre Basket Basiglio | 51               | 68               | 76               |  |  |            |                           |                           |                           |                           |                           |            |    |    | 1      | Pall. Cerro Maggiore | Pall. Cerro Maggiore | Pall. Cerro Maggiore | 70     | 69     | 67     |  |
|  | 3                | Bocconi Sport Team Milano  | Bocconi Sport Team Milano  | Bocconi Sport Team Milano  | 73               | 70               | 90               |  |  |            |                           | 3                         | Bocconi Sport Team Milano | Bocconi Sport Team Milano | Bocconi Sport Team Milano | 80         | 62 | 71 |        |                      |                      |                      |        |        |        |  |
|  | 6                | Settimo Basket             | Settimo Basket             | Settimo Basket             | 64               | 77               | 62               |  |  | 2          | Virtus Pall. Cermenate    | Virtus Pall. Cermenate    | Virtus Pall. Cermenate    | 71                        | 63                        | 76         |    |    |        |                      |                      |                      |        |        |        |  |
|  | 2                | Virtus Pall. Cermenate     | Virtus Pall. Cermenate     | Virtus Pall. Cermenate     | 79               | 72               | -                |  |  | 3          | Bocconi Sport Team Milano | Bocconi Sport Team Milano | Bocconi Sport Team Milano | 60                        | 92                        | 85         |    |    |        |                      |                      |                      |        |        |        |  |
|  | 7                | Pol. Fortitudo Busnago     | Pol. Fortitudo Busnago     | Pol. Fortitudo Busnago     | 53               | 70               | -                |  |  |            |                           |                           |                           |                           |                           |            |    |    |        |                      |                      |                      |        |        |        |  |

### Fase Finale Conference Nord-Ovest
|  | Semifinali | Semifinali                | Semifinali                | Semifinali                | Semifinali                | Semifinali                | Semifinali |  |  | Squadre Promosse in Serie B Interregionale | Squadre Promosse in Serie B Interregionale | Squadre Promosse in Serie B Interregionale | Squadre Promosse in Serie B Interregionale | Squadre Promosse in Serie B Interregionale | Squadre Promosse in Serie B Interregionale | Squadre Promosse in Serie B Interregionale |  |
|  |            |                           |                           |                           |                           |                           |            |  |  |                                            |                                            |                                            |                                            |                                            |                                            |                                            |  |
|  | B          | Basket S. Vincenzo        | Basket S. Vincenzo        | Basket S. Vincenzo        | Basket S. Vincenzo        | Basket S. Vincenzo        | 76         |  |  |                                            |                                            |                                            |                                            |                                            |                                            |                                            |  |
|  | D          | Bocconi Sport Team Milano | Bocconi Sport Team Milano | Bocconi Sport Team Milano | Bocconi Sport Team Milano | Bocconi Sport Team Milano | 81         |  |  | D                                          | Bocconi Sport Team Milano                  | Bocconi Sport Team Milano                  | Bocconi Sport Team Milano                  | Bocconi Sport Team Milano                  | Bocconi Sport Team Milano                  | Bocconi Sport Team Milano                  |  |
|  | C          | Marnatese Basket          | Marnatese Basket          | Marnatese Basket          | Marnatese Basket          | Marnatese Basket          | 73         |  |  | C                                          | Marnatese Basket                           | Marnatese Basket                           | Marnatese Basket                           | Marnatese Basket                           | Marnatese Basket                           | Marnatese Basket                           |  |
|  | A          | Amatori Savigliano        | Amatori Savigliano        | Amatori Savigliano        | Amatori Savigliano        | Amatori Savigliano        | 61         |  |  |                                            |                                            |                                            |                                            |                                            |                                            |                                            |  |
|  |            |                           |                           |                           |                           |                           |            |  |  |                                            |                                            |                                            |                                            |                                            |                                            |                                            |  |
|  |            |                           |                           |                           |                           |                           |            |  |  | Spareggio Promozione Conference Nord-Ovest |                                            |                                            |                                            |                                            |                                            |                                            |  |
|  |            |                           |                           |                           |                           |                           |            |  |  |                                            |                                            |                                            |                                            |                                            |                                            |                                            |  |
|  |            |                           |                           |                           |                           |                           |            |  |  | B                                          | Basket S. Vincenzo                         | Basket S. Vincenzo                         | Basket S. Vincenzo                         | Basket S. Vincenzo                         | Basket S. Vincenzo                         | 90                                         |  |
|  |            |                           |                           |                           |                           |                           |            |  |  | A                                          | Amatori Savigliano                         | Amatori Savigliano                         | Amatori Savigliano                         | Amatori Savigliano                         | Amatori Savigliano                         | 83                                         |  |

## Conference Nord-Est

### Division E
Organizzata dal Comitato regionale FIP del Friuli-Venezia Giulia

#### Fase di qualificazione
Classifica
|  | Pos. | Squadra                       | PT | G  | V  | P  | PF   | PS   | Dif  |
|  | ---- | ----------------------------- | -- | -- | -- | -- | ---- | ---- | ---- |
|  | 1.   | 3s basket Cordenons           | 42 | 24 | 21 | 3  | 1878 | 1634 | 244  |
|  | 2.   | S. Margherita Caorle          | 36 | 24 | 18 | 6  | 1963 | 1634 | 329  |
|  | 3.   | Pallacanestro VIS Spilimbergo | 32 | 24 | 16 | 8  | 1686 | 1547 | 139  |
|  | 4.   | US Vallenoncello              | 32 | 24 | 16 | 8  | 1817 | 1608 | 209  |
|  | 5.   | Humus basket Sacile           | 30 | 24 | 15 | 9  | 1798 | 1789 | 9    |
|  | 6.   | Sacile basket                 | 28 | 24 | 14 | 10 | 1767 | 1707 | 60   |
|  | 7.   | Amici Pallacanestro Udine "B" | 28 | 24 | 14 | 10 | 1916 | 1766 | 150  |
|  | 8.   | Centro Sedia Basket           | 26 | 24 | 13 | 11 | 1665 | 1605 | 60   |
|  | 9.   | New basket San Donà del Piave | 22 | 24 | 11 | 13 | 1841 | 1874 | -33  |
|  | 10.  | Polisportiva Libertas Acli    | 16 | 24 | 8  | 16 | 1682 | 1889 | -207 |
|  | 11.  | Basket Trieste                | 8  | 24 | 4  | 20 | 1552 | 1861 | -309 |
|  | 12.  | United Eagles basketball "B"  | 8  | 24 | 4  | 20 | 1678 | 2019 | -341 |
|  | 13.  | Kontovel Trieste              | 4  | 24 | 2  | 22 | 1479 | 1789 | -310 |

Legenda:
      Partecipante ai Play-off.
Promossa dopo i Play-off.
      Partecipante ai Play-out.
Retrocessa in Divisione Regionale 1.
Regolamento:
Due punti a vittoria, zero a sconfitta. In caso di parità tra due squadre si considera la differenza canestri degli scontri diretti, in caso di scarto nullo si considera il coefficiente canestri (PF/PS).
Note:
Longobardi Cividale ritirata e iscritta in Divisione Regionale 2 del Friuli-Venezia Giulia

#### Play-out
|  | 1°Turno Play-Out | 1°Turno Play-Out             | 1°Turno Play-Out             | 1°Turno Play-Out             | 1°Turno Play-Out | 1°Turno Play-Out | 1°Turno Play-Out |  |  | 2°Turno Play-Out | 2°Turno Play-Out | 2°Turno Play-Out | 2°Turno Play-Out | 2°Turno Play-Out | 2°Turno Play-Out | 2°Turno Play-Out |  |
|  |                  |                              |                              |                              |                  |                  |                  |  |  |                  |                  |                  |                  |                  |                  |                  |  |
|  | 10               | Polisportiva Libertas Acli   | Polisportiva Libertas Acli   | Polisportiva Libertas Acli   | 78               | 81               | -                |  |  |                  |                  |                  |                  |                  |                  |                  |  |
|  | 13               | Kontovel Trieste             | Kontovel Trieste             | Kontovel Trieste             | 74               | 75               | -                |  |  | 11               | Basket Trieste   | Basket Trieste   | Basket Trieste   | 66               | 84               | 83               |  |
|  | 11               | Basket Trieste               | Basket Trieste               | Basket Trieste               | 77               | 65               | -                |  |  | 13               | Kontovel Trieste | Kontovel Trieste | Kontovel Trieste | 72               | 69               | 74               |  |
|  | 12               | United Eagles basketball "B" | United Eagles basketball "B" | United Eagles basketball "B" | 88               | 85               | -                |  |  |                  |                  |                  |                  |                  |                  |                  |  |

#### Play-off
|  | Quarti di finale | Quarti di finale      | Quarti di finale      | Quarti di finale      | Quarti di finale | Quarti di finale | Quarti di finale |  |  | Semifinali | Semifinali           | Semifinali           | Semifinali           | Semifinali    | Semifinali    | Semifinali |    |   | Finale | Finale           | Finale           | Finale           | Finale | Finale | Finale |  |
|  |                  |                       |                       |                       |                  |                  |                  |  |  |            |                      |                      |                      |               |               |            |    |   |        |                  |                  |                  |        |        |        |  |
|  | 1                | 3s basket Cordenons   | 3s basket Cordenons   | 3s basket Cordenons   | 87               | 78               | -                |  |  |            |                      |                      |                      |               |               |            |    |   |        |                  |                  |                  |        |        |        |  |
|  | 8                | Centro Sedia Basket   | Centro Sedia Basket   | Centro Sedia Basket   | 57               | 58               | -                |  |  | 1          | 3s basket Cordenons  | 3s basket Cordenons  | 3s basket Cordenons  | 67            | 70            | -          |    |   |        |                  |                  |                  |        |        |        |  |
|  | 4                | US Vallenoncello      | US Vallenoncello      | US Vallenoncello      | 81               | 82               | -                |  |  | 4          | US Vallenoncello     | US Vallenoncello     | US Vallenoncello     | 77            | 77            | -          |    |   |        |                  |                  |                  |        |        |        |  |
|  | 5                | Humus basket Sacile   | Humus basket Sacile   | Humus basket Sacile   | 78               | 74               | -                |  |  |            |                      |                      |                      |               |               |            |    |   | 4      | US Vallenoncello | US Vallenoncello | US Vallenoncello | 65     | 59     | -      |  |
|  | 3                | Pall. VIS Spilimbergo | Pall. VIS Spilimbergo | Pall. VIS Spilimbergo | 65               | 78               | 92               |  |  |            |                      | 6                    | Sacile basket        | Sacile basket | Sacile basket | 69         | 71 | - |        |                  |                  |                  |        |        |        |  |
|  | 6                | Sacile basket         | Sacile basket         | Sacile basket         | 50               | 82               | 95               |  |  | 2          | S. Margherita Caorle | S. Margherita Caorle | S. Margherita Caorle | 83            | 70            | 67         |    |   |        |                  |                  |                  |        |        |        |  |
|  | 2                | S. Margherita Caorle  | S. Margherita Caorle  | S. Margherita Caorle  | 67               | 88               | 89               |  |  | 6          | Sacile basket        | Sacile basket        | Sacile basket        | 70            | 74            | 68         |    |   |        |                  |                  |                  |        |        |        |  |
|  | 7                | Amici Pall. Udine "B" | Amici Pall. Udine "B" | Amici Pall. Udine "B" | 64               | 93               | 67               |  |  |            |                      |                      |                      |               |               |            |    |   |        |                  |                  |                  |        |        |        |  |

### Division F
Organizzata dal Comitato regionale FIP del Veneto

#### Fase di qualificazione
Classifica
|  | Pos. | Squadra                       | PT | G  | V  | P  | PF   | PS   | Dif  |
|  | ---- | ----------------------------- | -- | -- | -- | -- | ---- | ---- | ---- |
|  | 1.   | Basket Roncaglia              | 46 | 26 | 23 | 3  | 2001 | 1676 | 325  |
|  | 2.   | Play Basket Carrè             | 42 | 26 | 21 | 5  | 1859 | 1632 | 227  |
|  | 3.   | Concordia Basket Schio        | 34 | 26 | 17 | 9  | 1779 | 1698 | 81   |
|  | 4.   | Vigor Conegliano              | 34 | 26 | 17 | 9  | 1821 | 1707 | 114  |
|  | 5.   | Pallacanestro Ormelle         | 34 | 26 | 17 | 9  | 1920 | 1711 | 209  |
|  | 6.   | Basket Salzano 03             | 32 | 26 | 16 | 10 | 1871 | 1834 | 37   |
|  | 7.   | Virtus Murano 1954 Venezia    | 32 | 26 | 16 | 10 | 1852 | 1767 | 85   |
|  | 8.   | Basket Piani Junior Bolzano   | 24 | 26 | 12 | 14 | 1730 | 1756 | -26  |
|  | 9.   | The Team Riese                | 22 | 26 | 11 | 15 | 1716 | 1735 | -19  |
|  | 10.  | Pallacanestro Mirano          | 18 | 26 | 9  | 17 | 1627 | 1782 | -155 |
|  | 11.  | Jolly Basket S. Maria Di Sala | 12 | 26 | 6  | 20 | 1650 | 1816 | -166 |
|  | 12.  | Cestistica Verona             | 12 | 26 | 6  | 20 | 1734 | 1890 | -156 |
|  | 13.  | Junior Basket Leoncino        | 12 | 26 | 6  | 20 | 1574 | 1888 | -314 |
|  | 14.  | Basket Pieve 94               | 10 | 26 | 5  | 21 | 1658 | 1900 | -242 |

Legenda:
      Partecipante ai Play-off.
Promossa dopo i Play-off.
      Partecipante ai Play-out.
Retrocessa in Divisione Regionale 1.
      Retrocessione diretta in Divisione Regionale 1
Regolamento:
Due punti a vittoria, zero a sconfitta. In caso di parità tra due squadre si considera la differenza canestri degli scontri diretti, in caso di scarto nullo si considera il coefficiente canestri (PF/PS).
Note:

#### Play-out
|  | Semifinali Playout | Semifinali Playout            | Semifinali Playout            | Semifinali Playout            | Semifinali Playout | Semifinali Playout | Semifinali Playout |  |  | Secondo Turno Playout | Secondo Turno Playout         | Secondo Turno Playout         | Secondo Turno Playout         | Secondo Turno Playout | Secondo Turno Playout | Secondo Turno Playout |  |
|  |                    |                               |                               |                               |                    |                    |                    |  |  |                       |                               |                               |                               |                       |                       |                       |  |
|  | 10                 | Pall. Mirano                  | Pall. Mirano                  | Pall. Mirano                  | 59                 | 66                 | -                  |  |  |                       |                               |                               |                               |                       |                       |                       |  |
|  | 13                 | Junior Basket Leoncino        | Junior Basket Leoncino        | Junior Basket Leoncino        | 48                 | 61                 | -                  |  |  | 11                    | Jolly Basket S. Maria Di Sala | Jolly Basket S. Maria Di Sala | Jolly Basket S. Maria Di Sala | 79                    | 60                    | 66                    |  |
|  | 11                 | Jolly Basket S. Maria Di Sala | Jolly Basket S. Maria Di Sala | Jolly Basket S. Maria Di Sala | 58                 | 70                 | 62                 |  |  | 13                    | Junior Basket Leoncino        | Junior Basket Leoncino        | Junior Basket Leoncino        | 62                    | 81                    | 58                    |  |
|  | 12                 | Cestistica Verona             | Cestistica Verona             | Cestistica Verona             | 73                 | 55                 | 75                 |  |  |                       |                               |                               |                               |                       |                       |                       |  |

#### Play-off
|  | Quarti di finale | Quarti di finale            | Quarti di finale            | Quarti di finale            | Quarti di finale | Quarti di finale | Quarti di finale |  |  | Semifinali | Semifinali             | Semifinali             | Semifinali             | Semifinali    | Semifinali    | Semifinali |    |    | Finale | Finale            | Finale            | Finale            | Finale | Finale | Finale |  |
|  |                  |                             |                             |                             |                  |                  |                  |  |  |            |                        |                        |                        |               |               |            |    |    |        |                   |                   |                   |        |        |        |  |
|  | 1                | Basket Roncaglia            | Basket Roncaglia            | Basket Roncaglia            | 69               | 89               | -                |  |  |            |                        |                        |                        |               |               |            |    |    |        |                   |                   |                   |        |        |        |  |
|  | 8                | Basket Piani Junior Bolzano | Basket Piani Junior Bolzano | Basket Piani Junior Bolzano | 67               | 72               | -                |  |  | 1          | Basket Roncaglia       | Basket Roncaglia       | Basket Roncaglia       | 78            | 64            | 77         |    |    |        |                   |                   |                   |        |        |        |  |
|  | 4                | Vigor Conegliano            | Vigor Conegliano            | Vigor Conegliano            | 52               | 66               | 59               |  |  | 5          | Pall. Ormelle          | Pall. Ormelle          | Pall. Ormelle          | 64            | 72            | 83         |    |    |        |                   |                   |                   |        |        |        |  |
|  | 5                | Pall. Ormelle               | Pall. Ormelle               | Pall. Ormelle               | 62               | 54               | 71               |  |  |            |                        |                        |                        |               |               |            |    |    | 2      | Play Basket Carrè | Play Basket Carrè | Play Basket Carrè | 77     | 75     | 66     |  |
|  | 3                | Concordia Basket Schio      | Concordia Basket Schio      | Concordia Basket Schio      | 64               | 83               | 88               |  |  |            |                        | 5                      | Pall. Ormelle          | Pall. Ormelle | Pall. Ormelle | 49         | 78 | 53 |        |                   |                   |                   |        |        |        |  |
|  | 6                | Basket Salzano 03           | Basket Salzano 03           | Basket Salzano 03           | 72               | 77               | 76               |  |  | 2          | Play Basket Carrè      | Play Basket Carrè      | Play Basket Carrè      | 85            | 57            | -          |    |    |        |                   |                   |                   |        |        |        |  |
|  | 2                | Play Basket Carrè           | Play Basket Carrè           | Play Basket Carrè           | 75               | 77               | 83               |  |  | 3          | Concordia Basket Schio | Concordia Basket Schio | Concordia Basket Schio | 82            | 56            | -          |    |    |        |                   |                   |                   |        |        |        |  |
|  | 7                | Virtus Murano 1954 Venezia  | Virtus Murano 1954 Venezia  | Virtus Murano 1954 Venezia  | 62               | 85               | 79               |  |  |            |                        |                        |                        |               |               |            |    |    |        |                   |                   |                   |        |        |        |  |

### Division G
Organizzata dal Comitato regionale FIP dell'Emilia-Romagna

#### Fase di qualificazione
Classifica
|  | Pos. | Squadra                                | PT | G  | V  | P  | PF   | PS   | Dif  |
|  | ---- | -------------------------------------- | -- | -- | -- | -- | ---- | ---- | ---- |
|  | 1.   | Centro Minibasket Ozzano               | 44 | 26 | 22 | 4  | 2190 | 1753 | 437  |
|  | 2.   | Virtus Medicina                        | 42 | 26 | 21 | 5  | 2068 | 1822 | 246  |
|  | 3.   | Pallacanestro Molinella                | 36 | 26 | 18 | 8  | 1971 | 1813 | 158  |
|  | 4.   | L.G. Castelnovo                        | 36 | 26 | 18 | 8  | 2117 | 1993 | 124  |
|  | 5.   | F. Francia Zola Predosa                | 34 | 26 | 17 | 9  | 2004 | 1753 | 251  |
|  | 6.   | Pallacanestro Scandiano 2012           | 28 | 26 | 14 | 12 | 1737 | 1716 | 21   |
|  | 7.   | CMP Basket Granarolo                   | 24 | 26 | 12 | 14 | 1783 | 1840 | -57  |
|  | 8.   | CVD Casalecchio Di Reno                | 24 | 26 | 12 | 14 | 1708 | 1801 | -93  |
|  | 9.   | Cestistica Argenta                     | 20 | 26 | 10 | 16 | 1697 | 1849 | -152 |
|  | 10.  | SG Fortitudo Bologna                   | 18 | 26 | 9  | 17 | 1722 | 1897 | -175 |
|  | 11.  | Polisportiva L'Arena Montecchio Emilia | 18 | 26 | 9  | 17 | 1825 | 1957 | -132 |
|  | 12.  | Scuola Pallacanestro Vignola           | 16 | 26 | 8  | 18 | 1922 | 2099 | -177 |
|  | 13.  | Pallacanestro Novellara                | 16 | 26 | 8  | 18 | 1808 | 2002 | -194 |
|  | 14.  | Bsl San Lazzaro di Savena              | 8  | 26 | 4  | 22 | 1767 | 2024 | -257 |

Legenda:
      Partecipante ai Play-off.
Promossa dopo i Play-off.
      Partecipante ai Play-out.
Retrocessa in Divisione Regionale 1.
      Retrocessione diretta in Divisione Regionale 1
Regolamento:
Due punti a vittoria, zero a sconfitta. In caso di parità tra due squadre si considera la differenza canestri degli scontri diretti, in caso di scarto nullo si considera il coefficiente canestri (PF/PS).
Note:

#### Play-out
|  | Semifinali Playout | Semifinali Playout             | Semifinali Playout             | Semifinali Playout             | Semifinali Playout | Semifinali Playout | Semifinali Playout |  |  | Secondo Turno Playout | Secondo Turno Playout          | Secondo Turno Playout          | Secondo Turno Playout          | Secondo Turno Playout | Secondo Turno Playout | Secondo Turno Playout |  |
|  |                    |                                |                                |                                |                    |                    |                    |  |  |                       |                                |                                |                                |                       |                       |                       |  |
|  | 10                 | SG Fortitudo Bologna           | SG Fortitudo Bologna           | SG Fortitudo Bologna           | 73                 | 72                 | -                  |  |  |                       |                                |                                |                                |                       |                       |                       |  |
|  | 13                 | Pall. Novellara                | Pall. Novellara                | Pall. Novellara                | 61                 | 67                 | -                  |  |  | 11                    | Pol. L'Arena Montecchio Emilia | Pol. L'Arena Montecchio Emilia | Pol. L'Arena Montecchio Emilia | 86                    | 56                    | 80                    |  |
|  | 11                 | Pol. L'Arena Montecchio Emilia | Pol. L'Arena Montecchio Emilia | Pol. L'Arena Montecchio Emilia | 45                 | 60                 | 73                 |  |  | 13                    | Pallacanestro Novellara        | Pallacanestro Novellara        | Pallacanestro Novellara        | 82                    | 69                    | 59                    |  |
|  | 12                 | Scuola Pall. Vignola           | Scuola Pall. Vignola           | Scuola Pall. Vignola           | 79                 | 56                 | 81                 |  |  |                       |                                |                                |                                |                       |                       |                       |  |

#### Play-off
|  | Quarti di finale | Quarti di finale         | Quarti di finale         | Quarti di finale         | Quarti di finale | Quarti di finale | Quarti di finale |  |  | Semifinali | Semifinali               | Semifinali               | Semifinali               | Semifinali      | Semifinali      | Semifinali |    |   | Finale | Finale                   | Finale                   | Finale                   | Finale | Finale | Finale |  |
|  |                  |                          |                          |                          |                  |                  |                  |  |  |            |                          |                          |                          |                 |                 |            |    |   |        |                          |                          |                          |        |        |        |  |
|  | 1                | Centro Minibasket Ozzano | Centro Minibasket Ozzano | Centro Minibasket Ozzano | 88               | 85               | -                |  |  |            |                          |                          |                          |                 |                 |            |    |   |        |                          |                          |                          |        |        |        |  |
|  | 8                | CVD Casalecchio Di Reno  | CVD Casalecchio Di Reno  | CVD Casalecchio Di Reno  | 73               | 67               | -                |  |  | 1          | Centro Minibasket Ozzano | Centro Minibasket Ozzano | Centro Minibasket Ozzano | 68              | 72              | -          |    |   |        |                          |                          |                          |        |        |        |  |
|  | 4                | L.G. Castelnovo          | L.G. Castelnovo          | L.G. Castelnovo          | 59               | 60               | -                |  |  | 5          | F. Francia Zola Predosa  | F. Francia Zola Predosa  | F. Francia Zola Predosa  | 57              | 70              | -          |    |   |        |                          |                          |                          |        |        |        |  |
|  | 5                | F. Francia Zola Predosa  | F. Francia Zola Predosa  | F. Francia Zola Predosa  | 72               | 70               | -                |  |  |            |                          |                          |                          |                 |                 |            |    |   | 1      | Centro Minibasket Ozzano | Centro Minibasket Ozzano | Centro Minibasket Ozzano | 101    | 80     | -      |  |
|  | 3                | Pall. Molinella          | Pall. Molinella          | Pall. Molinella          | 52               | 56               | 58               |  |  |            |                          | 2                        | Virtus Medicina          | Virtus Medicina | Virtus Medicina | 75         | 71 | - |        |                          |                          |                          |        |        |        |  |
|  | 6                | Pall. Scandiano 2012     | Pall. Scandiano 2012     | Pall. Scandiano 2012     | 46               | 57               | 67               |  |  | 2          | Virtus Medicina          | Virtus Medicina          | Virtus Medicina          | 84              | 83              | -          |    |   |        |                          |                          |                          |        |        |        |  |
|  | 2                | Virtus Medicina          | Virtus Medicina          | Virtus Medicina          | 83               | 81               | -                |  |  | 6          | Pall. Scandiano 2012     | Pall. Scandiano 2012     | Pall. Scandiano 2012     | 64              | 68              | -          |    |   |        |                          |                          |                          |        |        |        |  |
|  | 7                | CMP Basket Granarolo     | CMP Basket Granarolo     | CMP Basket Granarolo     | 60               | 71               | -                |  |  |            |                          |                          |                          |                 |                 |            |    |   |        |                          |                          |                          |        |        |        |  |

### Division H
Organizzata dal Comitato regionale FIP della Lombardia

#### Fase di qualificazione
Classifica
|  | Pos. | Squadra                        | PT | G  | V  | P  | PF   | PS   | Dif  |
|  | ---- | ------------------------------ | -- | -- | -- | -- | ---- | ---- | ---- |
|  | 1.   | Polisportiva San Pio X Mantova | 36 | 26 | 18 | 8  | 2006 | 1815 | 191  |
|  | 2.   | Seriana Basket 75              | 34 | 26 | 17 | 9  | 1935 | 1792 | 143  |
|  | 3.   | Romano Lombardo Basket         | 34 | 26 | 17 | 9  | 2168 | 1917 | 251  |
|  | 4.   | Nuovo Basket Casalasco         | 34 | 26 | 17 | 9  | 2064 | 1896 | 168  |
|  | 5.   | Manerbio Basket                | 34 | 26 | 17 | 9  | 1877 | 1745 | 132  |
|  | 6.   | Cxo Ospitaletto Basket         | 32 | 26 | 16 | 10 | 1943 | 1877 | 66   |
|  | 7.   | NBB Mazzano                    | 32 | 26 | 16 | 10 | 2064 | 1900 | 164  |
|  | 8.   | Bottanuco Basket               | 28 | 26 | 14 | 12 | 2027 | 1959 | 68   |
|  | 9.   | Yes Basketball Gussago         | 28 | 26 | 14 | 12 | 1972 | 1934 | 38   |
|  | 10.  | Virtus Pallacanestro Gorle     | 18 | 26 | 9  | 17 | 1705 | 1763 | -58  |
|  | 11.  | New Basket Pisogne             | 18 | 26 | 9  | 17 | 1831 | 1998 | -167 |
|  | 12.  | Viadana Basket                 | 14 | 26 | 7  | 19 | 1725 | 1933 | -208 |
|  | 13.  | Basket Chiari                  | 12 | 26 | 6  | 20 | 1587 | 2079 | -492 |
|  | 14.  | Gilbertina Soresina            | 10 | 26 | 5  | 21 | 1845 | 2141 | -296 |

Legenda:
      Partecipante ai Play-off.
Promossa dopo i Play-off.
      Partecipante ai Play-out.
Retrocessa in Divisione Regionale 1.
      Retrocessione diretta in Divisione Regionale 1
Regolamento:
Due punti a vittoria, zero a sconfitta. In caso di parità tra due squadre si considera la differenza canestri degli scontri diretti, in caso di scarto nullo si considera il coefficiente canestri (PF/PS).
Note:

#### Play-out
|  | Semifinali Playout | Semifinali Playout | Semifinali Playout | Semifinali Playout | Semifinali Playout | Semifinali Playout | Semifinali Playout |  |  | Secondo Turno Playout | Secondo Turno Playout | Secondo Turno Playout | Secondo Turno Playout | Secondo Turno Playout | Secondo Turno Playout | Secondo Turno Playout |  |
|  |                    |                    |                    |                    |                    |                    |                    |  |  |                       |                       |                       |                       |                       |                       |                       |  |
|  | 10                 | Virtus Pall. Gorle | Virtus Pall. Gorle | Virtus Pall. Gorle | 71                 | 63                 | -                  |  |  |                       |                       |                       |                       |                       |                       |                       |  |
|  | 13                 | Basket Chiari      | Basket Chiari      | Basket Chiari      | 55                 | 55                 | -                  |  |  | 12                    | Viadana Basket        | Viadana Basket        | Viadana Basket        | 88                    | 89                    | -                     |  |
|  | 11                 | New Basket Pisogne | New Basket Pisogne | New Basket Pisogne | 84                 | 87                 | -                  |  |  | 13                    | Basket Chiari         | Basket Chiari         | Basket Chiari         | 68                    | 68                    | -                     |  |
|  | 12                 | Viadana Basket     | Viadana Basket     | Viadana Basket     | 59                 | 76                 | -                  |  |  |                       |                       |                       |                       |                       |                       |                       |  |

#### Play-off
|  | Quarti di finale | Quarti di finale               | Quarti di finale               | Quarti di finale               | Quarti di finale | Quarti di finale | Quarti di finale |  |  | Semifinali | Semifinali             | Semifinali             | Semifinali             | Semifinali       | Semifinali       | Semifinali |    |   | Finale | Finale                 | Finale                 | Finale                 | Finale | Finale | Finale |  |
|  |                  |                                |                                |                                |                  |                  |                  |  |  |            |                        |                        |                        |                  |                  |            |    |   |        |                        |                        |                        |        |        |        |  |
|  | 1                | Polisportiva San Pio X Mantova | Polisportiva San Pio X Mantova | Polisportiva San Pio X Mantova | 71               | 78               | -                |  |  |            |                        |                        |                        |                  |                  |            |    |   |        |                        |                        |                        |        |        |        |  |
|  | 8                | Bottanuco Basket               | Bottanuco Basket               | Bottanuco Basket               | 74               | 82               | -                |  |  | 4          | Nuovo Basket Casalasco | Nuovo Basket Casalasco | Nuovo Basket Casalasco | 83               | 74               | 60         |    |   |        |                        |                        |                        |        |        |        |  |
|  | 4                | Nuovo Basket Casalasco         | Nuovo Basket Casalasco         | Nuovo Basket Casalasco         | 67               | 85               | -                |  |  | 8          | Bottanuco Basket       | Bottanuco Basket       | Bottanuco Basket       | 74               | 80               | 68         |    |   |        |                        |                        |                        |        |        |        |  |
|  | 5                | Bresciangrana Agr. Manerbi     | Bresciangrana Agr. Manerbi     | Bresciangrana Agr. Manerbi     | 58               | 69               | -                |  |  |            |                        |                        |                        |                  |                  |            |    |   | 3      | Romano Lombardo Basket | Romano Lombardo Basket | Romano Lombardo Basket | 85     | 84     | -      |  |
|  | 3                | Romano Lombardo Basket         | Romano Lombardo Basket         | Romano Lombardo Basket         | 73               | 82               | 100              |  |  |            |                        | 8                      | Bottanuco Basket       | Bottanuco Basket | Bottanuco Basket | 72         | 78 | - |        |                        |                        |                        |        |        |        |  |
|  | 6                | Cxo Ospitaletto Basket         | Cxo Ospitaletto Basket         | Cxo Ospitaletto Basket         | 60               | 84               | 79               |  |  | 3          | Romano Lombardo Basket | Romano Lombardo Basket | Romano Lombardo Basket | 89               | 76               | -          |    |   |        |                        |                        |                        |        |        |        |  |
|  | 2                | Seriana Basket 75              | Seriana Basket 75              | Seriana Basket 75              | 69               | 62               | -                |  |  | 7          | NBB Mazzano            | NBB Mazzano            | NBB Mazzano            | 85               | 58               | -          |    |   |        |                        |                        |                        |        |        |        |  |
|  | 7                | NBB Mazzano                    | NBB Mazzano                    | NBB Mazzano                    | 77               | 75               | -                |  |  |            |                        |                        |                        |                  |                  |            |    |   |        |                        |                        |                        |        |        |        |  |

### Fase Finale Conference Nord-Est
|  | Semifinali | Semifinali               | Semifinali               | Semifinali               | Semifinali               | Semifinali               | Semifinali |  |  | Squadre Promosse in Serie B Interregionale | Squadre Promosse in Serie B Interregionale | Squadre Promosse in Serie B Interregionale | Squadre Promosse in Serie B Interregionale | Squadre Promosse in Serie B Interregionale | Squadre Promosse in Serie B Interregionale | Squadre Promosse in Serie B Interregionale |  |
|  |            |                          |                          |                          |                          |                          |            |  |  |                                            |                                            |                                            |                                            |                                            |                                            |                                            |  |
|  | F          | Play Basket Carrè        | Play Basket Carrè        | Play Basket Carrè        | Play Basket Carrè        | Play Basket Carrè        | 63         |  |  |                                            |                                            |                                            |                                            |                                            |                                            |                                            |  |
|  | H          | Romano Basket            | Romano Basket            | Romano Basket            | Romano Basket            | Romano Basket            | 77         |  |  | H                                          | Romano Basket                              | Romano Basket                              | Romano Basket                              | Romano Basket                              | Romano Basket                              | Romano Basket                              |  |
|  | G          | Centro Minibasket Ozzano | Centro Minibasket Ozzano | Centro Minibasket Ozzano | Centro Minibasket Ozzano | Centro Minibasket Ozzano | 83         |  |  | G                                          | Centro Minibasket Ozzano                   | Centro Minibasket Ozzano                   | Centro Minibasket Ozzano                   | Centro Minibasket Ozzano                   | Centro Minibasket Ozzano                   | Centro Minibasket Ozzano                   |  |
|  | E          | Sacile Basket            | Sacile Basket            | Sacile Basket            | Sacile Basket            | Sacile Basket            | 42         |  |  |                                            |                                            |                                            |                                            |                                            |                                            |                                            |  |
|  |            |                          |                          |                          |                          |                          |            |  |  |                                            |                                            |                                            |                                            |                                            |                                            |                                            |  |
|  |            |                          |                          |                          |                          |                          |            |  |  | Spareggio Promozione Conference Nord-Est   |                                            |                                            |                                            |                                            |                                            |                                            |  |
|  |            |                          |                          |                          |                          |                          |            |  |  |                                            |                                            |                                            |                                            |                                            |                                            |                                            |  |
|  |            |                          |                          |                          |                          |                          |            |  |  | F                                          | Play Basket Carrè                          | Play Basket Carrè                          | Play Basket Carrè                          | Play Basket Carrè                          | Play Basket Carrè                          | 86                                         |  |
|  |            |                          |                          |                          |                          |                          |            |  |  | E                                          | Sacile Basket                              | Sacile Basket                              | Sacile Basket                              | Sacile Basket                              | Sacile Basket                              | 63                                         |  |

## Conference Centro

### Division I
Organizzata dal Comitato regionale FIP del Lazio

#### Fase di qualificazione
Classifica
|  | Pos. | Squadra                  | PT | G  | V  | P  | PF   | PS   | Dif  |
|  | ---- | ------------------------ | -- | -- | -- | -- | ---- | ---- | ---- |
|  | 1.   | Tiber Basket Roma        | 42 | 26 | 21 | 5  | 2219 | 1840 | 379  |
|  | 2.   | Polisportiva Futura Roma | 32 | 26 | 16 | 10 | 1840 | 1806 | 34   |
|  | 3.   | Apd Lasalle              | 32 | 26 | 16 | 10 | 1992 | 1825 | 167  |
|  | 4.   | Polisportiva Pia Roma    | 32 | 26 | 16 | 10 | 1859 | 1850 | 9    |
|  | 5.   | PASS Roma                | 30 | 26 | 15 | 11 | 1977 | 1997 | -20  |
|  | 6.   | Bracciano Basket         | 28 | 26 | 14 | 12 | 1803 | 1763 | 40   |
|  | 7.   | Fonte Roma Basket        | 26 | 26 | 13 | 13 | 2027 | 1867 | 160  |
|  | 8.   | PGS Borgo Don Bosco      | 26 | 26 | 13 | 13 | 1855 | 1935 | -80  |
|  | 9.   | RIM Sport Cerveteri      | 26 | 26 | 13 | 13 | 2131 | 2131 | 0    |
|  | 10.  | Basket Roma              | 24 | 26 | 12 | 14 | 1932 | 1993 | -61  |
|  | 11.  | Polisportiva Palocco     | 20 | 26 | 10 | 16 | 1845 | 1988 | -143 |
|  | 12.  | Cestistica Civitavecchia | 20 | 26 | 10 | 16 | 1863 | 1865 | -2   |
|  | 13.  | Alfa Omega Roma          | 16 | 26 | 8  | 18 | 1935 | 2162 | -227 |
|  | 14.  | Stelle Marine Basket     | 10 | 26 | 5  | 21 | 1688 | 1944 | -256 |

Legenda:
      Partecipante ai Play-off.
Promossa dopo i Play-off.
      Partecipante ai Play-out.
Retrocessa in Divisione Regionale 1.
      Retrocessione diretta in Divisione Regionale 1
Regolamento:
Due punti a vittoria, zero a sconfitta. In caso di parità tra due squadre si considera la differenza canestri degli scontri diretti, in caso di scarto nullo si considera il coefficiente canestri (PF/PS).
Note:

#### Play-out
|  | Semifinali Playout | Semifinali Playout       | Semifinali Playout       | Semifinali Playout       | Semifinali Playout | Semifinali Playout | Semifinali Playout |  |  | Secondo Turno Playout | Secondo Turno Playout | Secondo Turno Playout | Secondo Turno Playout | Secondo Turno Playout | Secondo Turno Playout | Secondo Turno Playout |  |
|  |                    |                          |                          |                          |                    |                    |                    |  |  |                       |                       |                       |                       |                       |                       |                       |  |
|  | 10                 | Basket Roma              | Basket Roma              | Basket Roma              | 77                 | 62                 | -                  |  |  |                       |                       |                       |                       |                       |                       |                       |  |
|  | 13                 | Alfa Omega Roma          | Alfa Omega Roma          | Alfa Omega Roma          | 81                 | 74                 | -                  |  |  | 10                    | Basket Roma           | Basket Roma           | Basket Roma           | 92                    | 75                    | 71                    |  |
|  | 11                 | Polisportiva Palocco     | Polisportiva Palocco     | Polisportiva Palocco     | 69                 | 54                 | 64                 |  |  | 11                    | Polisportiva Palocco  | Polisportiva Palocco  | Polisportiva Palocco  | 81                    | 76                    | 80                    |  |
|  | 12                 | Cestistica Civitavecchia | Cestistica Civitavecchia | Cestistica Civitavecchia | 66                 | 59                 | 72                 |  |  |                       |                       |                       |                       |                       |                       |                       |  |

#### Play-off
|  | Quarti di finale | Quarti di finale         | Quarti di finale         | Quarti di finale         | Quarti di finale | Quarti di finale | Quarti di finale |  |  | Semifinali | Semifinali               | Semifinali               | Semifinali               | Semifinali  | Semifinali  | Semifinali |    |    | Finale | Finale            | Finale            | Finale            | Finale | Finale | Finale |  |
|  |                  |                          |                          |                          |                  |                  |                  |  |  |            |                          |                          |                          |             |             |            |    |    |        |                   |                   |                   |        |        |        |  |
|  | 1                | Tiber Basket Roma        | Tiber Basket Roma        | Tiber Basket Roma        | 99               | 68               | 94               |  |  |            |                          |                          |                          |             |             |            |    |    |        |                   |                   |                   |        |        |        |  |
|  | 8                | PGS Borgo Don Bosco      | PGS Borgo Don Bosco      | PGS Borgo Don Bosco      | 86               | 69               | 81               |  |  | 1          | Tiber Basket Roma        | Tiber Basket Roma        | Tiber Basket Roma        | 80          | 88          | -          |    |    |        |                   |                   |                   |        |        |        |  |
|  | 4                | Polisportiva Pia Roma    | Polisportiva Pia Roma    | Polisportiva Pia Roma    | 76               | 64               | 80               |  |  | 4          | Polisportiva Pia Roma    | Polisportiva Pia Roma    | Polisportiva Pia Roma    | 61          | 69          | -          |    |    |        |                   |                   |                   |        |        |        |  |
|  | 5                | PASS Roma                | PASS Roma                | PASS Roma                | 71               | 75               | 71               |  |  |            |                          |                          |                          |             |             |            |    |    | 1      | Tiber Basket Roma | Tiber Basket Roma | Tiber Basket Roma | 62     | 76     | 73     |  |
|  | 3                | Apd Lasalle              | Apd Lasalle              | Apd Lasalle              | 59               | 79               | -                |  |  |            |                          | 3                        | Apd Lasalle              | Apd Lasalle | Apd Lasalle | 66         | 74 | 69 |        |                   |                   |                   |        |        |        |  |
|  | 6                | Bracciano Basket         | Bracciano Basket         | Bracciano Basket         | 50               | 66               | -                |  |  | 2          | Polisportiva Futura Roma | Polisportiva Futura Roma | Polisportiva Futura Roma | 66          | 74          | 60         |    |    |        |                   |                   |                   |        |        |        |  |
|  | 2                | Polisportiva Futura Roma | Polisportiva Futura Roma | Polisportiva Futura Roma | 70               | 68               | 57               |  |  | 3          | Apd Lasalle              | Apd Lasalle              | Apd Lasalle              | 81          | 68          | 73         |    |    |        |                   |                   |                   |        |        |        |  |
|  | 7                | Fonte Roma Basket        | Fonte Roma Basket        | Fonte Roma Basket        | 68               | 74               | 50               |  |  |            |                          |                          |                          |             |             |            |    |    |        |                   |                   |                   |        |        |        |  |

### Division L
Organizzata dal Comitato regionale FIP del Lazio

#### Fase di qualificazione
Classifica
|  | Pos. | Squadra                        | PT | G  | V  | P  | PF   | PS   | Dif  |
|  | ---- | ------------------------------ | -- | -- | -- | -- | ---- | ---- | ---- |
|  | 1.   | Polisportiva Virtus 70 Pomezia | 48 | 26 | 24 | 2  | 2089 | 1640 | 449  |
|  | 2.   | Scuola Basket Frosinone        | 38 | 26 | 19 | 7  | 2175 | 2065 | 110  |
|  | 3.   | New Basket Time Latina         | 36 | 26 | 18 | 8  | 2037 | 1879 | 158  |
|  | 4.   | Pallacanestro Sora             | 34 | 26 | 17 | 9  | 2055 | 1796 | 259  |
|  | 5.   | Fortitudo Scauri               | 34 | 26 | 17 | 9  | 2128 | 2004 | 124  |
|  | 6.   | Pg Frassati Ciampino           | 32 | 26 | 16 | 10 | 1985 | 1766 | 219  |
|  | 7.   | San Nilo Grottaferrata         | 30 | 26 | 15 | 11 | 2161 | 1938 | 223  |
|  | 8.   | Supernova Fiumicino            | 30 | 26 | 15 | 11 | 2007 | 2066 | -59  |
|  | 9.   | Anzio Basket Club              | 26 | 26 | 13 | 12 | 1981 | 1955 | 26   |
|  | 10.  | Virtus Valmontone              | 20 | 26 | 10 | 15 | 1857 | 2031 | -174 |
|  | 11.  | Basket Cassino                 | 10 | 26 | 5  | 21 | 1697 | 1972 | -275 |
|  | 12.  | Fortitudo Anagni Mmx           | 9  | 26 | 6  | 20 | 1886 | 2195 | -309 |
|  | 13.  | Club Basket Frascati           | 8  | 26 | 4  | 22 | 1728 | 1983 | -255 |
|  | 14.  | Virtus basket Aprilia          | 4  | 26 | 2  | 24 | 1637 | 2133 | -496 |

Legenda:
      Partecipante ai Play-off.
Promossa dopo i Play-off.
      Partecipante ai Play-out.
Retrocessa in Divisione Regionale 1.
      Retrocessione diretta in Divisione Regionale 1
Regolamento:
Due punti a vittoria, zero a sconfitta. In caso di parità tra due squadre si considera la differenza canestri degli scontri diretti, in caso di scarto nullo si considera il coefficiente canestri (PF/PS).
Note:
La Fortitudo Anagni Mmx ho ricevuto nel corso della Fase di Qualificazione una penalizzazione di 3 punti

#### Play-out
|  | Semifinali Playout | Semifinali Playout   | Semifinali Playout   | Semifinali Playout   | Semifinali Playout | Semifinali Playout | Semifinali Playout |  |  | Secondo Turno Playout | Secondo Turno Playout | Secondo Turno Playout | Secondo Turno Playout | Secondo Turno Playout | Secondo Turno Playout | Secondo Turno Playout |  |
|  |                    |                      |                      |                      |                    |                    |                    |  |  |                       |                       |                       |                       |                       |                       |                       |  |
|  | 10                 | Virtus Valmontone    | Virtus Valmontone    | Virtus Valmontone    | 82                 | 95                 | -                  |  |  |                       |                       |                       |                       |                       |                       |                       |  |
|  | 13                 | Club Basket Frascati | Club Basket Frascati | Club Basket Frascati | 95                 | 107                | -                  |  |  | 10                    | Virtus Valmontone     | Virtus Valmontone     | Virtus Valmontone     | 86                    | 78                    | -                     |  |
|  | 11                 | Basket Cassino       | Basket Cassino       | Basket Cassino       | 61                 | 69                 | 88                 |  |  | 12                    | Fortitudo Anagni Mmx  | Fortitudo Anagni Mmx  | Fortitudo Anagni Mmx  | 75                    | 71                    | -                     |  |
|  | 12                 | Fortitudo Anagni Mmx | Fortitudo Anagni Mmx | Fortitudo Anagni Mmx | 60                 | 56                 | 81                 |  |  |                       |                       |                       |                       |                       |                       |                       |  |

#### Play-off
|  | Quarti di finale | Quarti di finale        | Quarti di finale        | Quarti di finale        | Quarti di finale | Quarti di finale | Quarti di finale |  |  | Semifinali | Semifinali             | Semifinali             | Semifinali             | Semifinali          | Semifinali          | Semifinali |    |   | Finale | Finale               | Finale               | Finale               | Finale | Finale | Finale |  |
|  |                  |                         |                         |                         |                  |                  |                  |  |  |            |                        |                        |                        |                     |                     |            |    |   |        |                      |                      |                      |        |        |        |  |
|  | 1                | Pol. Virtus 70 Pomezia  | Pol. Virtus 70 Pomezia  | Pol. Virtus 70 Pomezia  | 80               | 69               | -                |  |  |            |                        |                        |                        |                     |                     |            |    |   |        |                      |                      |                      |        |        |        |  |
|  | 8                | Supernova Fiumicino     | Supernova Fiumicino     | Supernova Fiumicino     | 83               | 83               | -                |  |  | 4          | Pall. Sora             | Pall. Sora             | Pall. Sora             | 73                  | 73                  | 66         |    |   |        |                      |                      |                      |        |        |        |  |
|  | 4                | Pall. Sora              | Pall. Sora              | Pall. Sora              | 93               | 59               | 101              |  |  | 8          | Supernova Fiumicino    | Supernova Fiumicino    | Supernova Fiumicino    | 71                  | 81                  | 84         |    |   |        |                      |                      |                      |        |        |        |  |
|  | 5                | Fortitudo Scauri        | Fortitudo Scauri        | Fortitudo Scauri        | 78               | 69               | 92               |  |  |            |                        |                        |                        |                     |                     |            |    |   | 6      | Pg Frassati Ciampino | Pg Frassati Ciampino | Pg Frassati Ciampino | 77     | 73     | -      |  |
|  | 3                | New Basket Time Latina  | New Basket Time Latina  | New Basket Time Latina  | 80               | 62               | 83               |  |  |            |                        | 8                      | Supernova Fiumicino    | Supernova Fiumicino | Supernova Fiumicino | 91         | 83 | - |        |                      |                      |                      |        |        |        |  |
|  | 6                | Pg Frassati Ciampino    | Pg Frassati Ciampino    | Pg Frassati Ciampino    | 78               | 78               | 90               |  |  | 6          | Pg Frassati Ciampino   | Pg Frassati Ciampino   | Pg Frassati Ciampino   | 73                  | 88                  | -          |    |   |        |                      |                      |                      |        |        |        |  |
|  | 2                | Scuola Basket Frosinone | Scuola Basket Frosinone | Scuola Basket Frosinone | 61               | 56               | -                |  |  | 7          | San Nilo Grottaferrata | San Nilo Grottaferrata | San Nilo Grottaferrata | 69                  | 72                  | -          |    |   |        |                      |                      |                      |        |        |        |  |
|  | 7                | San Nilo Grottaferrata  | San Nilo Grottaferrata  | San Nilo Grottaferrata  | 95               | 84               | -                |  |  |            |                        |                        |                        |                     |                     |            |    |   |        |                      |                      |                      |        |        |        |  |

### Division M
Organizzata dal Comitato regionale FIP delle Marche

#### Fase di qualificazione
Classifica
|  | Pos. | Squadra                         | PT | G  | V  | P  | PF   | PS   | Dif  |
|  | ---- | ------------------------------- | -- | -- | -- | -- | ---- | ---- | ---- |
|  | 1.   | Baskers Forlimpopoli            | 52 | 26 | 26 | 0  | 2016 | 1519 | 497  |
|  | 2.   | Basket Santarcangelo            | 46 | 26 | 23 | 3  | 2047 | 1742 | 305  |
|  | 3.   | Nuovo Basket Fossombrone        | 34 | 26 | 17 | 9  | 1773 | 1624 | 149  |
|  | 4.   | Pallacanestro Urbania           | 32 | 26 | 16 | 10 | 1785 | 1787 | -2   |
|  | 5.   | Porto Sant'Elpidio Basket       | 30 | 26 | 15 | 11 | 1963 | 1889 | 74   |
|  | 6.   | Pisarum 2000 Basket Club Pesaro | 28 | 26 | 14 | 12 | 1844 | 1793 | 51   |
|  | 7.   | Sutor Basket Montegranaro       | 26 | 26 | 13 | 13 | 1855 | 1841 | 14   |
|  | 8.   | Taurus Basket Jesi              | 24 | 26 | 12 | 14 | 1771 | 1828 | -57  |
|  | 9.   | Pallacanestro Titano            | 24 | 26 | 12 | 14 | 1664 | 1736 | -72  |
|  | 10.  | Guelfo Basket                   | 24 | 26 | 12 | 14 | 1994 | 1842 | 152  |
|  | 11.  | Giovane Robur Basket Osimo      | 18 | 26 | 9  | 17 | 1920 | 2071 | -151 |
|  | 12.  | Robur Falconara Basket          | 12 | 26 | 6  | 20 | 1720 | 1930 | -210 |
|  | 13.  | Real Magnifico Basket Pesaro    | 12 | 26 | 6  | 20 | 1866 | 2057 | -191 |
|  | 14.  | CAB Stamura Basket Ancona       | 2  | 26 | 1  | 25 | 1735 | 2294 | -559 |

Legenda:
      Partecipante ai Play-off.
Promossa dopo i Play-off.
      Partecipante ai Play-out.
Retrocessa in Divisione Regionale 1.
      Retrocessione diretta in Divisione Regionale 1
Regolamento:
Due punti a vittoria, zero a sconfitta. In caso di parità tra due squadre si considera la differenza canestri degli scontri diretti, in caso di scarto nullo si considera il coefficiente canestri (PF/PS).
Note:

#### Play-out
|  | Semifinali Playout | Semifinali Playout           | Semifinali Playout           | Semifinali Playout           | Semifinali Playout | Semifinali Playout | Semifinali Playout |  |  | Secondo Turno Playout | Secondo Turno Playout        | Secondo Turno Playout        | Secondo Turno Playout        | Secondo Turno Playout | Secondo Turno Playout | Secondo Turno Playout |  |
|  |                    |                              |                              |                              |                    |                    |                    |  |  |                       |                              |                              |                              |                       |                       |                       |  |
|  | 10                 | Guelfo Basket                | Guelfo Basket                | Guelfo Basket                | 88                 | 78                 | -                  |  |  |                       |                              |                              |                              |                       |                       |                       |  |
|  | 13                 | Real Magnifico Basket Pesaro | Real Magnifico Basket Pesaro | Real Magnifico Basket Pesaro | 63                 | 76                 | -                  |  |  | 12                    | Robur Falconara Basket       | Robur Falconara Basket       | Robur Falconara Basket       | 70                    | 92                    | -                     |  |
|  | 11                 | Giovane Robur Basket Osimo   | Giovane Robur Basket Osimo   | Giovane Robur Basket Osimo   | 81                 | 75                 | -                  |  |  | 13                    | Real Magnifico Basket Pesaro | Real Magnifico Basket Pesaro | Real Magnifico Basket Pesaro | 67                    | 83                    | -                     |  |
|  | 12                 | Robur Falconara Basket       | Robur Falconara Basket       | Robur Falconara Basket       | 63                 | 68                 | -                  |  |  |                       |                              |                              |                              |                       |                       |                       |  |

#### Play-off
|  | Quarti di finale | Quarti di finale          | Quarti di finale          | Quarti di finale          | Quarti di finale | Quarti di finale | Quarti di finale |  |  | Semifinali | Semifinali                | Semifinali                | Semifinali                | Semifinali           | Semifinali           | Semifinali |    |   | Finale | Finale               | Finale               | Finale               | Finale | Finale | Finale |  |
|  |                  |                           |                           |                           |                  |                  |                  |  |  |            |                           |                           |                           |                      |                      |            |    |   |        |                      |                      |                      |        |        |        |  |
|  | 1                | Baskers Forlimpopoli      | Baskers Forlimpopoli      | Baskers Forlimpopoli      | 80               | 76               | -                |  |  |            |                           |                           |                           |                      |                      |            |    |   |        |                      |                      |                      |        |        |        |  |
|  | 8                | Taurus Basket Jesi        | Taurus Basket Jesi        | Taurus Basket Jesi        | 50               | 67               | -                |  |  | 1          | Baskers Forlimpopoli      | Baskers Forlimpopoli      | Baskers Forlimpopoli      | 74                   | 67                   | -          |    |   |        |                      |                      |                      |        |        |        |  |
|  | 4                | Pall. Urbania             | Pall. Urbania             | Pall. Urbania             | 50               | 64               | -                |  |  | 5          | Porto Sant'Elpidio Basket | Porto Sant'Elpidio Basket | Porto Sant'Elpidio Basket | 48                   | 55                   | -          |    |   |        |                      |                      |                      |        |        |        |  |
|  | 5                | Porto Sant'Elpidio Basket | Porto Sant'Elpidio Basket | Porto Sant'Elpidio Basket | 67               | 80               | -                |  |  |            |                           |                           |                           |                      |                      |            |    |   | 1      | Baskers Forlimpopoli | Baskers Forlimpopoli | Baskers Forlimpopoli | 68     | 67     | -      |  |
|  | 3                | Nuovo Basket Fossombrone  | Nuovo Basket Fossombrone  | Nuovo Basket Fossombrone  | 69               | 75               | 77               |  |  |            |                           | 2                         | Basket Santarcangelo      | Basket Santarcangelo | Basket Santarcangelo | 56         | 54 | - |        |                      |                      |                      |        |        |        |  |
|  | 6                | Pisarum 2000 Pesaro       | Pisarum 2000 Pesaro       | Pisarum 2000 Pesaro       | 55               | 85               | 58               |  |  | 2          | Basket Santarcangelo      | Basket Santarcangelo      | Basket Santarcangelo      | 75                   | 70                   | 70         |    |   |        |                      |                      |                      |        |        |        |  |
|  | 2                | Basket Santarcangelo      | Basket Santarcangelo      | Basket Santarcangelo      | 79               | 67               | 73               |  |  | 3          | Nuovo Basket Fossombrone  | Nuovo Basket Fossombrone  | Nuovo Basket Fossombrone  | 65                   | 80                   | 54         |    |   |        |                      |                      |                      |        |        |        |  |
|  | 7                | Sutor Basket Montegranaro | Sutor Basket Montegranaro | Sutor Basket Montegranaro | 70               | 72               | 66               |  |  |            |                           |                           |                           |                      |                      |            |    |   |        |                      |                      |                      |        |        |        |  |

### Division N
Organizzata dal Comitato regionale FIP dell'Umbria

#### Fase di qualificazione
Classifica
|  | Pos. | Squadra                      | PT | G  | V  | P  | PF   | PS   | Dif  |
|  | ---- | ---------------------------- | -- | -- | -- | -- | ---- | ---- | ---- |
|  | 1.   | Basket Gualdo 96             | 46 | 24 | 23 | 1  | 2034 | 1489 | 545  |
|  | 2.   | Basket Gubbio                | 40 | 24 | 20 | 4  | 1665 | 1310 | 355  |
|  | 3.   | Perugia Basket               | 34 | 24 | 17 | 7  | 1921 | 1597 | 324  |
|  | 4.   | Virtus Assisi                | 34 | 24 | 17 | 7  | 1960 | 1632 | 328  |
|  | 5.   | Usb Foligno Basket           | 34 | 24 | 17 | 7  | 1903 | 1634 | 269  |
|  | 6.   | Basket Alba Adriatica        | 26 | 24 | 13 | 11 | 1713 | 1703 | 10   |
|  | 7.   | Olimpia Mosciano Sant'Angelo | 22 | 24 | 11 | 13 | 1695 | 1706 | -11  |
|  | 8.   | Magic Basket Chieti          | 22 | 24 | 11 | 13 | 1807 | 1781 | 26   |
|  | 9.   | Basket Todi                  | 22 | 24 | 11 | 13 | 1834 | 1845 | -11  |
|  | 10.  | Unibasket Lanciano           | 10 | 24 | 5  | 19 | 1470 | 1890 | -420 |
|  | 11.  | Antoniana 1966 Pall. Pescara | 8  | 24 | 4  | 20 | 1496 | 1945 | -449 |
|  | 12.  | New Fortitudo Isernia        | 8  | 24 | 4  | 20 | 1503 | 1868 | -365 |
|  | 13.  | Roseto Academy               | 6  | 24 | 3  | 21 | 1456 | 2057 | -601 |

Legenda:
      Partecipante ai Play-off.
Promossa dopo i Play-off.
      Partecipante ai Play-out.
Retrocessa in Divisione Regionale 1.
Regolamento:
Due punti a vittoria, zero a sconfitta. In caso di parità tra due squadre si considera la differenza canestri degli scontri diretti, in caso di scarto nullo si considera il coefficiente canestri (PF/PS).
Note:

#### Play-out
|  | Semifinali Playout | Semifinali Playout           | Semifinali Playout           | Semifinali Playout           | Semifinali Playout | Semifinali Playout | Semifinali Playout |  |  | Secondo Turno Playout | Secondo Turno Playout        | Secondo Turno Playout        | Secondo Turno Playout        | Secondo Turno Playout | Secondo Turno Playout | Secondo Turno Playout |  |
|  |                    |                              |                              |                              |                    |                    |                    |  |  |                       |                              |                              |                              |                       |                       |                       |  |
|  | 10                 | Unibasket Lanciano           | Unibasket Lanciano           | Unibasket Lanciano           | 83                 | 75                 | -                  |  |  |                       |                              |                              |                              |                       |                       |                       |  |
|  | 13                 | Roseto Academy               | Roseto Academy               | Roseto Academy               | 60                 | 51                 | -                  |  |  | 11                    | Antoniana 1966 Pall. Pescara | Antoniana 1966 Pall. Pescara | Antoniana 1966 Pall. Pescara | 67                    | 60                    | -                     |  |
|  | 11                 | Antoniana 1966 Pall. Pescara | Antoniana 1966 Pall. Pescara | Antoniana 1966 Pall. Pescara | 69                 | 58                 | -                  |  |  | 13                    | Roseto Academy               | Roseto Academy               | Roseto Academy               | 89                    | 124                   | -                     |  |
|  | 12                 | New Fortitudo Isernia        | New Fortitudo Isernia        | New Fortitudo Isernia        | 73                 | 78                 | -                  |  |  |                       |                              |                              |                              |                       |                       |                       |  |

#### Play-off
|  | Quarti di finale | Quarti di finale             | Quarti di finale             | Quarti di finale             | Quarti di finale | Quarti di finale | Quarti di finale |  |  | Semifinali | Semifinali       | Semifinali       | Semifinali       | Semifinali     | Semifinali     | Semifinali |    |   | Finale | Finale           | Finale           | Finale           | Finale | Finale | Finale |  |
|  |                  |                              |                              |                              |                  |                  |                  |  |  |            |                  |                  |                  |                |                |            |    |   |        |                  |                  |                  |        |        |        |  |
|  | 1                | Basket Gualdo 96             | Basket Gualdo 96             | Basket Gualdo 96             | 101              | 92               | -                |  |  |            |                  |                  |                  |                |                |            |    |   |        |                  |                  |                  |        |        |        |  |
|  | 8                | Magic Basket Chieti          | Magic Basket Chieti          | Magic Basket Chieti          | 75               | 74               | -                |  |  | 1          | Basket Gualdo 96 | Basket Gualdo 96 | Basket Gualdo 96 | 84             | 66             | 74         |    |   |        |                  |                  |                  |        |        |        |  |
|  | 4                | Virtus Assisi                | Virtus Assisi                | Virtus Assisi                | 77               | 68               | -                |  |  | 4          | Virtus Assisi    | Virtus Assisi    | Virtus Assisi    | 88             | 56             | 63         |    |   |        |                  |                  |                  |        |        |        |  |
|  | 5                | Usb Foligno Basket           | Usb Foligno Basket           | Usb Foligno Basket           | 67               | 62               | -                |  |  |            |                  |                  |                  |                |                |            |    |   | 1      | Basket Gualdo 96 | Basket Gualdo 96 | Basket Gualdo 96 | 68     | 72     | -      |  |
|  | 3                | Perugia Basket               | Perugia Basket               | Perugia Basket               | 73               | 69               | -                |  |  |            |                  | 3                | Perugia Basket   | Perugia Basket | Perugia Basket | 63         | 61 | - |        |                  |                  |                  |        |        |        |  |
|  | 6                | Basket Alba Adriatica        | Basket Alba Adriatica        | Basket Alba Adriatica        | 50               | 49               | -                |  |  | 2          | Basket Gubbio    | Basket Gubbio    | Basket Gubbio    | 46             | 47             | 55         |    |   |        |                  |                  |                  |        |        |        |  |
|  | 2                | Basket Gubbio                | Basket Gubbio                | Basket Gubbio                | 70               | 51               | 56               |  |  | 3          | Perugia Basket   | Perugia Basket   | Perugia Basket   | 64             | 50             | 69         |    |   |        |                  |                  |                  |        |        |        |  |
|  | 7                | Olimpia Mosciano Sant'Angelo | Olimpia Mosciano Sant'Angelo | Olimpia Mosciano Sant'Angelo | 56               | 53               | 47               |  |  |            |                  |                  |                  |                |                |            |    |   |        |                  |                  |                  |        |        |        |  |

### Fase Finale Conference Centro
|  | Semifinali | Semifinali           | Semifinali           | Semifinali           | Semifinali           | Semifinali           | Semifinali |  |  | Squadre Promosse in Serie B Interregionale | Squadre Promosse in Serie B Interregionale | Squadre Promosse in Serie B Interregionale | Squadre Promosse in Serie B Interregionale | Squadre Promosse in Serie B Interregionale | Squadre Promosse in Serie B Interregionale | Squadre Promosse in Serie B Interregionale |  |
|  |            |                      |                      |                      |                      |                      |            |  |  |                                            |                                            |                                            |                                            |                                            |                                            |                                            |  |
|  | L          | Supernova Fiumicino  | Supernova Fiumicino  | Supernova Fiumicino  | Supernova Fiumicino  | Supernova Fiumicino  | 68         |  |  |                                            |                                            |                                            |                                            |                                            |                                            |                                            |  |
|  | N          | Basket Gualdo 96     | Basket Gualdo 96     | Basket Gualdo 96     | Basket Gualdo 96     | Basket Gualdo 96     | 87         |  |  | N                                          | Basket Gualdo 96                           | Basket Gualdo 96                           | Basket Gualdo 96                           | Basket Gualdo 96                           | Basket Gualdo 96                           | Basket Gualdo 96                           |  |
|  | M          | Baskers Forlimpopoli | Baskers Forlimpopoli | Baskers Forlimpopoli | Baskers Forlimpopoli | Baskers Forlimpopoli | 75         |  |  | M                                          | Baskers Forlimpopoli                       | Baskers Forlimpopoli                       | Baskers Forlimpopoli                       | Baskers Forlimpopoli                       | Baskers Forlimpopoli                       | Baskers Forlimpopoli                       |  |
|  | I          | Tiber basket Roma    | Tiber basket Roma    | Tiber basket Roma    | Tiber basket Roma    | Tiber basket Roma    | 53         |  |  |                                            |                                            |                                            |                                            |                                            |                                            |                                            |  |
|  |            |                      |                      |                      |                      |                      |            |  |  |                                            |                                            |                                            |                                            |                                            |                                            |                                            |  |
|  |            |                      |                      |                      |                      |                      |            |  |  | Spareggio Promozione Conference Centro     |                                            |                                            |                                            |                                            |                                            |                                            |  |
|  |            |                      |                      |                      |                      |                      |            |  |  |                                            |                                            |                                            |                                            |                                            |                                            |                                            |  |
|  |            |                      |                      |                      |                      |                      |            |  |  | L                                          | Supernova Fiumicino                        | Supernova Fiumicino                        | Supernova Fiumicino                        | Supernova Fiumicino                        | Supernova Fiumicino                        | 71                                         |  |
|  |            |                      |                      |                      |                      |                      |            |  |  | I                                          | Tiber basket Roma                          | Tiber basket Roma                          | Tiber basket Roma                          | Tiber basket Roma                          | Tiber basket Roma                          | 82                                         |  |

## Conference Sud

### Division O
Organizzata dal Comitato regionale FIP della Puglia

#### Fase di qualificazione
Classifica
|  | Pos. | Squadra                             | PT | G  | V  | P  | PF   | PS   | Dif  |
|  | ---- | ----------------------------------- | -- | -- | -- | -- | ---- | ---- | ---- |
|  | 1.   | New Virtus Mesagne                  | 34 | 24 | 17 | 7  | 1804 | 1616 | 188  |
|  | 2.   | Valentino Basket Castellaneta       | 32 | 24 | 17 | 7  | 1982 | 1729 | 253  |
|  | 3.   | La Scuola Di Basket Lecce           | 32 | 24 | 16 | 8  | 1848 | 1726 | 118  |
|  | 4.   | Pallacanestro Molfetta              | 32 | 24 | 16 | 8  | 1875 | 1755 | 120  |
|  | 5.   | CUS Foggia                          | 30 | 24 | 15 | 9  | 1942 | 1861 | 81   |
|  | 6.   | Nuova Pallacanestro Monteroni       | 28 | 24 | 14 | 10 | 1850 | 1759 | 91   |
|  | 7.   | Basket Francavilla 1963             | 24 | 24 | 12 | 12 | 1744 | 1804 | -60  |
|  | 8.   | Assi Basket Brindisi                | 24 | 24 | 12 | 12 | 1938 | 1889 | 49   |
|  | 9.   | Basket Fasano                       | 22 | 24 | 12 | 12 | 1756 | 1786 | -30  |
|  | 10.  | Academy Basket Potenza              | 20 | 24 | 10 | 14 | 1621 | 1715 | -94  |
|  | 11.  | Polisportiva Nuova Matteotti Corato | 18 | 24 | 9  | 15 | 1570 | 1668 | -98  |
|  | 12.  | Barletta Basket                     | 6  | 24 | 3  | 21 | 1592 | 1886 | -294 |
|  | 13.  | Fortitudo Trani                     | 6  | 24 | 3  | 21 | 1573 | 1901 | -328 |

Legenda:
      Partecipante ai Play-off.
Promossa dopo i Play-off.
      Partecipante ai Play-out.
Retrocessa in Divisione Regionale 1.
Regolamento:
Due punti a vittoria, zero a sconfitta. In caso di parità tra due squadre si considera la differenza canestri degli scontri diretti, in caso di scarto nullo si considera il coefficiente canestri (PF/PS).
Note:
La University Basket Melfi è stata esclusa dal campionato e ammessa in Divisione Regionale 1 (Puglia) come Normanna Basket Menfi

#### Play-out
|  | Semifinali Playout | Semifinali Playout                  | Semifinali Playout                  | Semifinali Playout                  | Semifinali Playout | Semifinali Playout | Semifinali Playout |  |  | Secondo Turno Playout | Secondo Turno Playout | Secondo Turno Playout | Secondo Turno Playout | Secondo Turno Playout | Secondo Turno Playout | Secondo Turno Playout |  |
|  |                    |                                     |                                     |                                     |                    |                    |                    |  |  |                       |                       |                       |                       |                       |                       |                       |  |
|  | 10                 | Academy Basket Potenza              | Academy Basket Potenza              | Academy Basket Potenza              | 85                 | 69                 | -                  |  |  |                       |                       |                       |                       |                       |                       |                       |  |
|  | 13                 | Fortitudo Trani                     | Fortitudo Trani                     | Fortitudo Trani                     | 53                 | 52                 | -                  |  |  | 12                    | Barletta Basket       | Barletta Basket       | Barletta Basket       | 69                    | 81                    | -                     |  |
|  | 11                 | Polisportiva Nuova Matteotti Corato | Polisportiva Nuova Matteotti Corato | Polisportiva Nuova Matteotti Corato | 87                 | 39                 | 65                 |  |  | 13                    | Fortitudo Trani       | Fortitudo Trani       | Fortitudo Trani       | 64                    | 58                    | -                     |  |
|  | 12                 | Barletta Basket                     | Barletta Basket                     | Barletta Basket                     | 75                 | 50                 | 59                 |  |  |                       |                       |                       |                       |                       |                       |                       |  |

#### Play-off
|  | Quarti di finale | Quarti di finale              | Quarti di finale              | Quarti di finale              | Quarti di finale | Quarti di finale | Quarti di finale |  |  | Semifinali | Semifinali                    | Semifinali                    | Semifinali                    | Semifinali | Semifinali | Semifinali |    |   | Finale | Finale                        | Finale                        | Finale                        | Finale | Finale | Finale |  |
|  |                  |                               |                               |                               |                  |                  |                  |  |  |            |                               |                               |                               |            |            |            |    |   |        |                               |                               |                               |        |        |        |  |
|  | 1                | New Virtus Mesagne            | New Virtus Mesagne            | New Virtus Mesagne            | 86               | 65               | 59               |  |  |            |                               |                               |                               |            |            |            |    |   |        |                               |                               |                               |        |        |        |  |
|  | 8                | Assi Basket Brindisi          | Assi Basket Brindisi          | Assi Basket Brindisi          | 58               | 73               | 78               |  |  | 5          | CUS Foggia                    | CUS Foggia                    | CUS Foggia                    | 93         | 79         | -          |    |   |        |                               |                               |                               |        |        |        |  |
|  | 4                | Pallacanestro Molfetta        | Pallacanestro Molfetta        | Pallacanestro Molfetta        | 87               | 82               | 69               |  |  | 8          | Assi Basket Brindisi          | Assi Basket Brindisi          | Assi Basket Brindisi          | 87         | 74         | -          |    |   |        |                               |                               |                               |        |        |        |  |
|  | 5                | CUS Foggia                    | CUS Foggia                    | CUS Foggia                    | 79               | 113              | 74               |  |  |            |                               |                               |                               |            |            |            |    |   | 2      | Valentino Basket Castellaneta | Valentino Basket Castellaneta | Valentino Basket Castellaneta | 105    | 91     | -      |  |
|  | 3                | La Scuola Di Basket Lecce     | La Scuola Di Basket Lecce     | La Scuola Di Basket Lecce     | 91               | 78               | -                |  |  |            |                               | 5                             | CUS Foggia                    | CUS Foggia | CUS Foggia | 87         | 80 | - |        |                               |                               |                               |        |        |        |  |
|  | 6                | Nuova Pallacanestro Monteroni | Nuova Pallacanestro Monteroni | Nuova Pallacanestro Monteroni | 80               | 65               | -                |  |  | 2          | Valentino Basket Castellaneta | Valentino Basket Castellaneta | Valentino Basket Castellaneta | 98         | 99         | -          |    |   |        |                               |                               |                               |        |        |        |  |
|  | 2                | Valentino Basket Castellaneta | Valentino Basket Castellaneta | Valentino Basket Castellaneta | 88               | 62               | -                |  |  | 3          | La Scuola Di Basket Lecce     | La Scuola Di Basket Lecce     | La Scuola Di Basket Lecce     | 93         | 78         | -          |    |   |        |                               |                               |                               |        |        |        |  |
|  | 7                | Basket Francavilla 1963       | Basket Francavilla 1963       | Basket Francavilla 1963       | 51               | 61               | -                |  |  |            |                               |                               |                               |            |            |            |    |   |        |                               |                               |                               |        |        |        |  |

### Division P
Organizzata dal Comitato regionale FIP della Campania

#### Fase di qualificazione
Classifica
|  | Pos. | Squadra                           | PT | G  | V  | P  | PF   | PS   | Dif  |
|  | ---- | --------------------------------- | -- | -- | -- | -- | ---- | ---- | ---- |
|  | 1.   | Flavio Basket Pozzuoli            | 50 | 26 | 25 | 1  | 2235 | 1696 | 539  |
|  | 2.   | Virtus Sarno                      | 40 | 26 | 20 | 6  | 1935 | 1755 | 180  |
|  | 3.   | Pallacanestro Cercola             | 38 | 26 | 19 | 7  | 1932 | 1854 | 78   |
|  | 4.   | Polisportiva Portici 2000         | 38 | 26 | 19 | 7  | 1956 | 1814 | 142  |
|  | 5.   | Step Back Caiazzo                 | 36 | 26 | 18 | 8  | 1886 | 1778 | 108  |
|  | 6.   | Polisportiva Matese               | 32 | 26 | 16 | 10 | 1958 | 1868 | 90   |
|  | 7.   | Polisportiva Agropoli             | 28 | 26 | 14 | 12 | 1908 | 1912 | -4   |
|  | 8.   | Pallacanestro S.Michele Maddaloni | 22 | 26 | 11 | 15 | 1991 | 2108 | -117 |
|  | 9.   | Basket Casapulla                  | 20 | 26 | 10 | 16 | 1792 | 1838 | -46  |
|  | 10.  | Academy Basket Parete             | 14 | 26 | 7  | 19 | 1712 | 1897 | -185 |
|  | 11.  | Pollino Basket Castrovillari      | 14 | 26 | 7  | 19 | 1804 | 1977 | -173 |
|  | 12.  | Casal Di Principe Basket Club     | 14 | 26 | 7  | 19 | 1830 | 2010 | -180 |
|  | 13.  | Forio Basket 1977                 | 14 | 26 | 7  | 19 | 1931 | 2093 | -162 |
|  | 14.  | PSA Basket Campus                 | 4  | 26 | 2  | 24 | 1743 | 2013 | -270 |

Legenda:
      Partecipante ai Play-off.
Promossa dopo i Play-off.
      Partecipante ai Play-out.
Retrocessa in Divisione Regionale 1.
      Retrocessione diretta in Divisione Regionale 1
Regolamento:
Due punti a vittoria, zero a sconfitta. In caso di parità tra due squadre si considera la differenza canestri degli scontri diretti, in caso di scarto nullo si considera il coefficiente canestri (PF/PS).
Note:

#### Play-out
|  | Semifinali Playout | Semifinali Playout            | Semifinali Playout            | Semifinali Playout            | Semifinali Playout | Semifinali Playout | Semifinali Playout |  |  | Secondo Turno Playout | Secondo Turno Playout         | Secondo Turno Playout         | Secondo Turno Playout         | Secondo Turno Playout | Secondo Turno Playout | Secondo Turno Playout |  |
|  |                    |                               |                               |                               |                    |                    |                    |  |  |                       |                               |                               |                               |                       |                       |                       |  |
|  | 10                 | Academy Basket Parete         | Academy Basket Parete         | Academy Basket Parete         | 75                 | 63                 | -                  |  |  |                       |                               |                               |                               |                       |                       |                       |  |
|  | 13                 | Forio Basket 1977             | Forio Basket 1977             | Forio Basket 1977             | 80                 | 83                 | -                  |  |  | 10                    | Academy Basket Parete         | Academy Basket Parete         | Academy Basket Parete         | 74                    | 74                    | 69                    |  |
|  | 11                 | Pollino Basket Castrovillari  | Pollino Basket Castrovillari  | Pollino Basket Castrovillari  | 79                 | 54                 | 65                 |  |  | 12                    | Casal Di Principe Basket Club | Casal Di Principe Basket Club | Casal Di Principe Basket Club | 72                    | 83                    | 72                    |  |
|  | 12                 | Casal Di Principe Basket Club | Casal Di Principe Basket Club | Casal Di Principe Basket Club | 56                 | 91                 | 48                 |  |  |                       |                               |                               |                               |                       |                       |                       |  |

#### Play-off
|  | Quarti di finale | Quarti di finale          | Quarti di finale          | Quarti di finale          | Quarti di finale | Quarti di finale | Quarti di finale |  |  | Semifinali | Semifinali             | Semifinali             | Semifinali             | Semifinali        | Semifinali        | Semifinali |    |    | Finale | Finale       | Finale       | Finale       | Finale | Finale | Finale |  |
|  |                  |                           |                           |                           |                  |                  |                  |  |  |            |                        |                        |                        |                   |                   |            |    |    |        |              |              |              |        |        |        |  |
|  | 1                | Flavio Basket Pozzuoli    | Flavio Basket Pozzuoli    | Flavio Basket Pozzuoli    | 93               | 84               | -                |  |  |            |                        |                        |                        |                   |                   |            |    |    |        |              |              |              |        |        |        |  |
|  | 8                | Pall.S.Michele Maddaloni  | Pall.S.Michele Maddaloni  | Pall.S.Michele Maddaloni  | 64               | 77               | -                |  |  | 1          | Flavio basket Pozzuoli | Flavio basket Pozzuoli | Flavio basket Pozzuoli | 94                | 61                | 68         |    |    |        |              |              |              |        |        |        |  |
|  | 4                | Polisportiva Portici 2000 | Polisportiva Portici 2000 | Polisportiva Portici 2000 | 83               | 57               | 61               |  |  | 5          | Step back Caiazzo      | Step back Caiazzo      | Step back Caiazzo      | 76                | 75                | 72         |    |    |        |              |              |              |        |        |        |  |
|  | 5                | Step Back Caiazzo         | Step Back Caiazzo         | Step Back Caiazzo         | 80               | 71               | 73               |  |  |            |                        |                        |                        |                   |                   |            |    |    | 2      | Virtus Sarno | Virtus Sarno | Virtus Sarno | 62     | 51     | 69     |  |
|  | 3                | Pall. Cercola             | Pall. Cercola             | Pall. Cercola             | 76               | 65               | -                |  |  |            |                        | 5                      | Step back Caiazzo      | Step back Caiazzo | Step back Caiazzo | 57         | 63 | 71 |        |              |              |              |        |        |        |  |
|  | 6                | Polisportiva Matese       | Polisportiva Matese       | Polisportiva Matese       | 58               | 59               | -                |  |  | 2          | Virtus Sarno           | Virtus Sarno           | Virtus Sarno           | 52                | 83                | 65         |    |    |        |              |              |              |        |        |        |  |
|  | 2                | Virtus Sarno              | Virtus Sarno              | Virtus Sarno              | 54               | 62               | 67               |  |  | 3          | Cercola basket         | Cercola basket         | Cercola basket         | 60                | 76                | 53         |    |    |        |              |              |              |        |        |        |  |
|  | 7                | Polisportiva Agropoli     | Polisportiva Agropoli     | Polisportiva Agropoli     | 57               | 46               | 64               |  |  |            |                        |                        |                        |                   |                   |            |    |    |        |              |              |              |        |        |        |  |

### Division Q
Organizzata dal Comitato regionale FIP della Sicilia

#### Fase di qualificazione
Classifica
|  | Pos. | Squadra                       | PT | G  | V  | P  | PF   | PS   | Dif  |
|  | ---- | ----------------------------- | -- | -- | -- | -- | ---- | ---- | ---- |
|  | 1.   | Polisportiva Alfa Catania     | 46 | 26 | 23 | 3  | 2258 | 1806 | 452  |
|  | 2.   | Basket School Gela            | 40 | 26 | 20 | 6  | 2083 | 1793 | 290  |
|  | 3.   | Dierre Reggio Calabria        | 36 | 26 | 18 | 8  | 1955 | 1738 | 217  |
|  | 4.   | Olimpia Basket Comiso         | 34 | 26 | 17 | 9  | 2025 | 1883 | 142  |
|  | 5.   | CUS Catania                   | 34 | 26 | 17 | 9  | 2004 | 1910 | 94   |
|  | 6.   | Siracusa Basket               | 28 | 26 | 14 | 12 | 2048 | 2050 | -2   |
|  | 7.   | Basket Giarre                 | 26 | 26 | 13 | 13 | 1921 | 1945 | -24  |
|  | 8.   | Capo Basket                   | 22 | 26 | 11 | 15 | 1897 | 2029 | -132 |
|  | 9.   | Nuova Pallacanestro Marsala   | 22 | 26 | 11 | 15 | 1880 | 1971 | -91  |
|  | 10.  | Minibasket Milazzo            | 22 | 26 | 11 | 15 | 2046 | 2127 | -81  |
|  | 11.  | CUS Palermo                   | 18 | 26 | 9  | 17 | 2029 | 2160 | -131 |
|  | 12.  | Sport Club Gravina Catania    | 16 | 26 | 8  | 18 | 1888 | 2051 | -163 |
|  | 13.  | Peppino Cocuzza 1947 Basket   | 12 | 26 | 6  | 20 | 1986 | 2247 | -261 |
|  | 14.  | Invicta 93Cento Caltanissetta | 8  | 26 | 4  | 22 | 1846 | 2156 | -310 |

Legenda:
      Partecipante ai Play-off.
Promossa dopo i Play-off.
      Partecipante ai Play-out.
Retrocessa in Divisione Regionale 1.
      Retrocessione diretta in Divisione Regionale 1
Regolamento:
Due punti a vittoria, zero a sconfitta. In caso di parità tra due squadre si considera la differenza canestri degli scontri diretti, in caso di scarto nullo si considera il coefficiente canestri (PF/PS).
Note:

#### Play-out
|  | Semifinali Playout | Semifinali Playout          | Semifinali Playout          | Semifinali Playout          | Semifinali Playout | Semifinali Playout | Semifinali Playout |  |  | Secondo Turno Playout | Secondo Turno Playout      | Secondo Turno Playout      | Secondo Turno Playout      | Secondo Turno Playout | Secondo Turno Playout | Secondo Turno Playout |  |
|  |                    |                             |                             |                             |                    |                    |                    |  |  |                       |                            |                            |                            |                       |                       |                       |  |
|  | 10                 | Minibasket Milazzo          | Minibasket Milazzo          | Minibasket Milazzo          | 86                 | 74                 | -                  |  |  |                       |                            |                            |                            |                       |                       |                       |  |
|  | 13                 | Peppino Cocuzza 1947 Basket | Peppino Cocuzza 1947 Basket | Peppino Cocuzza 1947 Basket | 91                 | 83                 | -                  |  |  | 10                    | Minibasket Milazzo         | Minibasket Milazzo         | Minibasket Milazzo         | 76                    | 56                    | 95                    |  |
|  | 11                 | CUS Palermo                 | CUS Palermo                 | CUS Palermo                 | 81                 | 54                 | 72                 |  |  | 12                    | Sport Club Gravina Catania | Sport Club Gravina Catania | Sport Club Gravina Catania | 68                    | 65                    | 64                    |  |
|  | 12                 | Sport Club Gravina Catania  | Sport Club Gravina Catania  | Sport Club Gravina Catania  | 69                 | 81                 | 67                 |  |  |                       |                            |                            |                            |                       |                       |                       |  |

#### Play-off
|  | Quarti di finale | Quarti di finale          | Quarti di finale          | Quarti di finale          | Quarti di finale | Quarti di finale | Quarti di finale |  |  | Semifinali | Semifinali                | Semifinali                | Semifinali                | Semifinali             | Semifinali             | Semifinali |    |    | Finale | Finale                    | Finale                    | Finale                    | Finale | Finale | Finale |  |
|  |                  |                           |                           |                           |                  |                  |                  |  |  |            |                           |                           |                           |                        |                        |            |    |    |        |                           |                           |                           |        |        |        |  |
|  | 1                | Polisportiva Alfa Catania | Polisportiva Alfa Catania | Polisportiva Alfa Catania | 102              | 86               | -                |  |  |            |                           |                           |                           |                        |                        |            |    |    |        |                           |                           |                           |        |        |        |  |
|  | 8                | Capo Basket               | Capo Basket               | Capo Basket               | 77               | 72               | -                |  |  | 1          | Polisportiva Alfa Catania | Polisportiva Alfa Catania | Polisportiva Alfa Catania | 83                     | 83                     | 76         |    |    |        |                           |                           |                           |        |        |        |  |
|  | 4                | Olimpia Basket Comiso     | Olimpia Basket Comiso     | Olimpia Basket Comiso     | 74               | 67               | 57               |  |  | 4          | Olimpia Basket Comiso     | Olimpia Basket Comiso     | Olimpia Basket Comiso     | 86                     | 60                     | 66         |    |    |        |                           |                           |                           |        |        |        |  |
|  | 5                | CUS Catania               | CUS Catania               | CUS Catania               | 64               | 72               | 46               |  |  |            |                           |                           |                           |                        |                        |            |    |    | 1      | Polisportiva Alfa Catania | Polisportiva Alfa Catania | Polisportiva Alfa Catania | 74     | 77     | 77     |  |
|  | 3                | Dierre Reggio Calabria    | Dierre Reggio Calabria    | Dierre Reggio Calabria    | 89               | 70               | -                |  |  |            |                           | 3                         | Dierre Reggio Calabria    | Dierre Reggio Calabria | Dierre Reggio Calabria | 67         | 83 | 62 |        |                           |                           |                           |        |        |        |  |
|  | 6                | Siracusa Basket           | Siracusa Basket           | Siracusa Basket           | 61               | 65               | -                |  |  | 2          | Basket School Gela        | Basket School Gela        | Basket School Gela        | 58                     | 72                     | -          |    |    |        |                           |                           |                           |        |        |        |  |
|  | 2                | Basket School Gela        | Basket School Gela        | Basket School Gela        | 89               | 81               | -                |  |  | 3          | Dierre Reggio Calabria    | Dierre Reggio Calabria    | Dierre Reggio Calabria    | 74                     | 79                     | -          |    |    |        |                           |                           |                           |        |        |        |  |
|  | 7                | Basket Giarre             | Basket Giarre             | Basket Giarre             | 74               | 62               | -                |  |  |            |                           |                           |                           |                        |                        |            |    |    |        |                           |                           |                           |        |        |        |  |

### Division R
Organizzata dal Comitato regionale FIP della Sardegna

#### Fase di qualificazione
Classifica
|  | Pos. | Squadra                          | PT | G  | V  | P  | PF   | PS   | Dif  |
|  | ---- | -------------------------------- | -- | -- | -- | -- | ---- | ---- | ---- |
|  | 1.   | Pallacanestro Sennori            | 40 | 20 | 20 | 0  | 1756 | 1438 | 318  |
|  | 2.   | Olimpia Cagliari                 | 32 | 20 | 16 | 4  | 1616 | 1400 | 216  |
|  | 3.   | Calasetta Basket                 | 26 | 20 | 13 | 7  | 1590 | 1483 | 107  |
|  | 4.   | Basket Ferrini Quartu Sant'Elena | 26 | 20 | 13 | 7  | 1505 | 1409 | 96   |
|  | 5.   | Basket Coral 93 Alghero          | 20 | 20 | 10 | 10 | 1389 | 1458 | -69  |
|  | 6.   | Pallacanestro Nuoro              | 20 | 20 | 10 | 10 | 1557 | 1574 | -17  |
|  | 7.   | Basket Sant'Orsola Sassari       | 16 | 20 | 8  | 12 | 1407 | 1460 | -53  |
|  | 8.   | SEF Torres                       | 14 | 20 | 7  | 13 | 1575 | 1678 | -103 |
|  | 9.   | Basket Antonianum Quartu S.Elena | 12 | 20 | 6  | 14 | 1530 | 1583 | -53  |
|  | 10.  | CUS Sassari                      | 12 | 20 | 6  | 14 | 1431 | 1568 | -137 |
|  | 11.  | Pol. Dinamo Sassari "B"          | 2  | 20 | 1  | 19 | 1338 | 1643 | -305 |

Legenda:
      Partecipante ai Play-off.
Promossa dopo i Play-off.
      Partecipante ai Play-out.
Retrocessa in Divisione Regionale 1.
Regolamento:
Due punti a vittoria, zero a sconfitta. In caso di parità tra due squadre si considera la differenza canestri degli scontri diretti, in caso di scarto nullo si considera il coefficiente canestri (PF/PS).
Note:

#### Play-out
|  | Finale |                         |    |    |    |  |
|  |        |                         |    |    |    |  |
|  | 10     | CUS Sassari             | 69 | 73 | 74 |  |
|  | 11     | Pol. Dinamo Sassari "B" | 96 | 57 | 79 |  |

#### Play-off
|  | Quarti di finale | Quarti di finale            | Quarti di finale            | Quarti di finale            | Quarti di finale | Quarti di finale | Quarti di finale |  |  | Semifinali | Semifinali              | Semifinali              | Semifinali              | Semifinali       | Semifinali       | Semifinali |    |   | Finale        | Finale        | Finale        | Finale        | Finale | Finale | Finale |  |
|  |                  |                             |                             |                             |                  |                  |                  |  |  |            |                         |                         |                         |                  |                  |            |    |   |               |               |               |               |        |        |        |  |
|  | 1                | Pall. Sennori               | Pall. Sennori               | Pall. Sennori               | 71               | 104              | -                |  |  |            |                         |                         |                         |                  |                  |            |    |   |               |               |               |               |        |        |        |  |
|  | 8                | SEF Torres                  | SEF Torres                  | SEF Torres                  | 69               | 101              | -                |  |  | 1          | Pall. Sennori           | Pall. Sennori           | Pall. Sennori           | 91               | 75               | 88         |    |   |               |               |               |               |        |        |        |  |
|  | 4                | B.Ferrini Quartu Sant'Elena | B.Ferrini Quartu Sant'Elena | B.Ferrini Quartu Sant'Elena | 65               | 67               | -                |  |  | 5          | Basket Coral 93 Alghero | Basket Coral 93 Alghero | Basket Coral 93 Alghero | 74               | 95               | 60         |    |   |               |               |               |               |        |        |        |  |
|  | 5                | Basket Coral 93 Alghero     | Basket Coral 93 Alghero     | Basket Coral 93 Alghero     | 70               | 70               | -                |  |  |            |                         |                         |                         |                  |                  |            |    |   | Pall. Sennori | Pall. Sennori | Pall. Sennori | Pall. Sennori | 96     | 82     |        |  |
|  | 3                | Calasetta Basket            | Calasetta Basket            | Calasetta Basket            | 88               | 71               | -                |  |  |            |                         | Olimpia Cagliari        | Olimpia Cagliari        | Olimpia Cagliari | Olimpia Cagliari | 65         | 62 | - |               |               |               |               |        |        |        |  |
|  | 6                | Pall. Nuoro                 | Pall. Nuoro                 | Pall. Nuoro                 | 81               | 57               | -                |  |  | 2          | Olimpia Cagliari        | Olimpia Cagliari        | Olimpia Cagliari        | Olimpia Cagliari | 78               | 65         |    |   |               |               |               |               |        |        |        |  |
|  | 2                | Olimpia Cagliari            | Olimpia Cagliari            | Olimpia Cagliari            | 67               | 69               | 78               |  |  | 3          | Calasetta Basket        | Calasetta Basket        | Calasetta Basket        | Calasetta Basket | 71               | 59         |    |   |               |               |               |               |        |        |        |  |
|  | 7                | B.Sant'Orsola Sassari       | B.Sant'Orsola Sassari       | B.Sant'Orsola Sassari       | 80               | 62               | 57               |  |  |            |                         |                         |                         |                  |                  |            |    |   |               |               |               |               |        |        |        |  |

### Fase Finale Conference Sud
|  | Semifinali | Semifinali                    | Semifinali                    | Semifinali                    | Semifinali                    | Semifinali                    | Semifinali |  |  | Squadre Promosse in Serie B Interregionale | Squadre Promosse in Serie B Interregionale | Squadre Promosse in Serie B Interregionale | Squadre Promosse in Serie B Interregionale | Squadre Promosse in Serie B Interregionale | Squadre Promosse in Serie B Interregionale | Squadre Promosse in Serie B Interregionale |  |
|  |            |                               |                               |                               |                               |                               |            |  |  |                                            |                                            |                                            |                                            |                                            |                                            |                                            |  |
|  | P          | Step Back Caiazzo             | Step Back Caiazzo             | Step Back Caiazzo             | Step Back Caiazzo             | Step Back Caiazzo             | 72         |  |  |                                            |                                            |                                            |                                            |                                            |                                            |                                            |  |
|  | R          | Pallacanestro Sennori         | Pallacanestro Sennori         | Pallacanestro Sennori         | Pallacanestro Sennori         | Pallacanestro Sennori         | 67         |  |  | P                                          | Step Back Caiazzo                          | Step Back Caiazzo                          | Step Back Caiazzo                          | Step Back Caiazzo                          | Step Back Caiazzo                          | Step Back Caiazzo                          |  |
|  | Q          | Polisportiva Alfa Catania     | Polisportiva Alfa Catania     | Polisportiva Alfa Catania     | Polisportiva Alfa Catania     | Polisportiva Alfa Catania     | 64         |  |  | O                                          | Valentino Basket Castellaneta              | Valentino Basket Castellaneta              | Valentino Basket Castellaneta              | Valentino Basket Castellaneta              | Valentino Basket Castellaneta              | Valentino Basket Castellaneta              |  |
|  | O          | Valentino Basket Castellaneta | Valentino Basket Castellaneta | Valentino Basket Castellaneta | Valentino Basket Castellaneta | Valentino Basket Castellaneta | 76         |  |  |                                            |                                            |                                            |                                            |                                            |                                            |                                            |  |
|  |            |                               |                               |                               |                               |                               |            |  |  |                                            |                                            |                                            |                                            |                                            |                                            |                                            |  |
|  |            |                               |                               |                               |                               |                               |            |  |  | Spareggio Promozione Conference Sud        |                                            |                                            |                                            |                                            |                                            |                                            |  |
|  |            |                               |                               |                               |                               |                               |            |  |  |                                            |                                            |                                            |                                            |                                            |                                            |                                            |  |
|  |            |                               |                               |                               |                               |                               |            |  |  | R                                          | Pallacanestro Sennori                      | Pallacanestro Sennori                      | Pallacanestro Sennori                      | Pallacanestro Sennori                      | Pallacanestro Sennori                      | 97                                         |  |
|  |            |                               |                               |                               |                               |                               |            |  |  | Q                                          | Polisportiva Alfa Catania                  | Polisportiva Alfa Catania                  | Polisportiva Alfa Catania                  | Polisportiva Alfa Catania                  | Polisportiva Alfa Catania                  | 71                                         |  |

## Verdetti

### Promozioni in Serie B Interregionale

#### Conference Nord-Ovest
- Vincitrici Fase Finale: Bocconi Sport Team Milano, Marnatese Basket
- Vincitore spareggio promozione: Basket S. Vincenzo

#### Conference Nord-Est
- Vincitrici Fase Finale: Romano Basket, Centro Minibasket Ozzano
- Vincitore spareggio promozione: Play Basket Carrè

#### Conference Centro
- Vincitrici Fase Finale: Basket Gualdo 96, Baskers Forlimpopoli
- Vincitore spareggio promozione: Tiber Basket Roma

#### Conference Sud
- Vincitrici Fase Finale: Step Back Caiazzo, Valentino Basket Castellaneta
- Vincitore spareggio promozione: Pallacanestro Sennori

### Altri Verdetti

#### Retrocessioni Dirette in Divisione Regionale 1
Alla conclusione della stagione regolare verranno retrocesse direttamente le formazioni classificate al 14º posto nel proprio girone per un totale di 12 retrocessioni dirette. 
 Nei gironi con 13 squadre (gironi E, N ed O) e in quello della Sardegna (girone R) l'ultima classificata accede ai play-out.

##### Conference Nord-Ovest
- 14ª Classificata Division A: College Cuneo
- 14ª Classificata Division B: CUS Pisa
- 14ª Classificata Division C: Scuola Basket Asti
- 14ª Classificata Division D: Robur Et Fides Somalia

##### Conference Nord-Est
- 14ª Classificata Division F: Basket Pieve 94
- 14ª Classificata Division G: Bsl San Lazzaro di Savena
- 14ª Classificata Division H: Gilbertina Soresina

##### Conference Centro
- 14ª Classificata Division I: Stelle Marine Basket
- 14ª Classificata Division L: Virtus basket Aprilia
- 14ª Classificata Division M: CAB Stamura Basket Ancona

##### Conference Sud
- 14ª Classificata Division P: PSA Basket Campus
- 14ª Classificata Division Q: Invicta 93Cento Caltanissetta

#### Retrocessioni dai Play-Out in Divisione Regionale 1
La perdente dei Play Out di ogni Division retrocederà in Divisione Regionale 1 per un totale di 16 retrocessioni.

##### Conference Nord-Ovest
- Retrocessa ai Play-Out Division A: San Mauro basket
- Retrocessa ai Play-Out Division B: Juve Pontedera
- Retrocessa ai Play-Out Division C: Arona Basket
- Retrocessa ai Play-Out Division D: OSAL Novate

##### Conference Nord-Est
- Retrocessa ai Play-Out Division E: Kontovel Trieste
- Retrocessa ai Play-Out Division F: Junior Basket Leoncino
- Retrocessa ai Play-Out Division G: Pallacanestro Novellara
- Retrocessa ai Play-Out Division H: Basket Chiari

##### Conference Centro
- Retrocessa ai Play-Out Division I: Basket Roma
- Retrocessa ai Play-Out Division L: Fortitudo Anagni Mmx
- Retrocessa ai Play-Out Division M: Real Magnifico Basket Pesaro
- Retrocessa ai Play-Out Division N: Antoniana 1966 Pall. Pescara

##### Conference Sud
- Retrocessa ai Play-Out Division O: Fortitudo Trani
- Retrocessa ai Play-Out Division P: Academy Basket Parete
- Retrocessa ai Play-Out Division Q: Sport Club Gravina Catania
- Retrocessa ai Play-Out Division R: CUS Sassari